# Trescasas
Trescasas es un municipio y una localidad española de la provincia de Segovia, en la comunidad autónoma de Castilla y León. Cuenta con una población de 1105 habitantes (INE 2024).
El municipio está conformado por las entidades de población de La Atalaya, Sonsoto y Trescasas; antiguamente existió la aldea de Cáceres, situada a 1,4 km al oeste/suroeste de Sonsoto, en un alto llamado La Cabezuela. También existió la aldea de Aragoneses, situada a 2 km al oeste, en un paraje denominado Las Bajas Serias, parte de esta estaba en el término actual de Trescasas y otra en el del municipio vecino de San Cristóbal de Segovia. Además de la desaparecida aldea de Agriones, situada a 1,2 km al sur de Sonsoto, en las proximidades del término municipal de Palazuelos de Eresma.

## Toponimia
Popularmente se pensaba que el topónimo provenía de las tres casas de esquileo que hay en el municipio dedicadas a la trashumancia, unas construcciones muy extendidas a lo largo de los siglos XVI y XVII; sin embargo, las referencias históricas a Trescasas en documentos del Archivo Catedralicio de Segovia que existen desde 1247 prueban que el origen del nombre es anterior a la construcción de las casas de esquileo.
En cuanto al significado del topónimo, una teoría señala que podría hacer referencia a los orígenes de la localidad, cuando solamente estaría formada por tres edificaciones; si el nombre fuera de origen romano, se trataría de tres chabolas, quizás usadas como refugio temporal para pastores, de la misma manera que en el topónimo de la vecina localidad de Cabanillas del Monte. Otra posibilidad, basándose en las escrituras de la Noble Junta de Cabezuelas de 1401 sustituyendo a otras de posiblemente el siglo XII, es que el nombre se empleara para designar al conjunto de tres aldeas de la zona que se repartían el agua del río Cambrones, conjunto formado por Aragoneses, Sonsoto y Trescasas.
El topónimo también está presente en el despoblado de Trescasas o Trascasa del término de Nocedo, en la provincia de Burgos, de donde podrían haber tomado el nombre los repobladores de estas tierras durante la Reconquista.

## Geografía

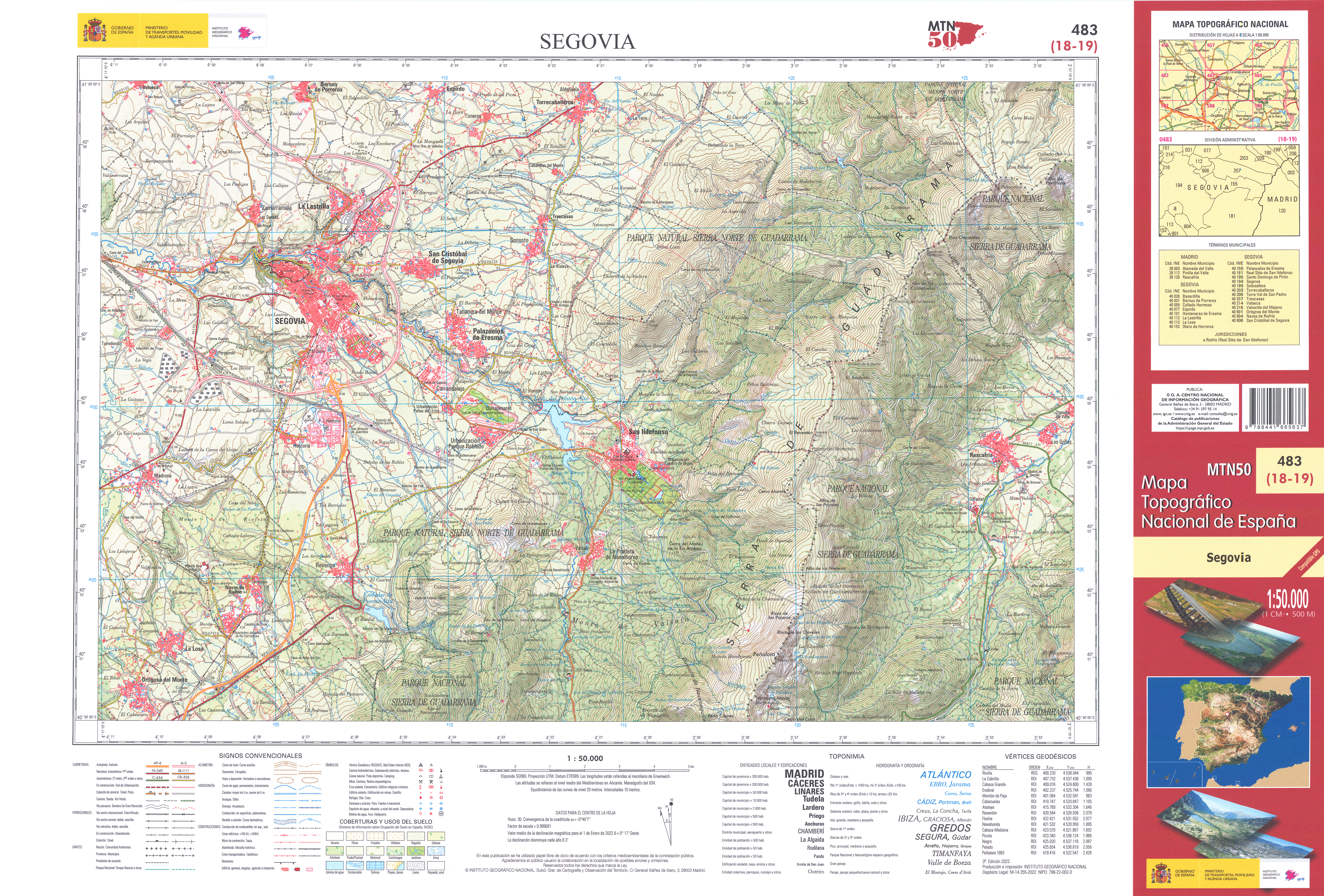
Fragmento de la hoja 483 del Mapa Topográfico Nacional de España de 2022 en el que se representa el municipio de Trescasas

La localidad es bordeada por la SG-P-6121 que enlaza la CL-601 en La Granja de San Ildefonso con la N-110 en Torrecaballeros.
| Noroeste: Tizneros (Espirdo)                       | Norte: Cabanillas del Monte (Torrecaballeros) | Noreste: Cabanillas del Monte (Torrecaballeros)   |
| Oeste: La Lastrilla, San Cristóbal de Segovia      |                                               | Este: Rascafría (Madrid)                          |
| Suroeste: Tabanera del Monte, Palazuelos de Eresma | Sur: Tabanera del Monte, Palazuelos de Eresma | Sureste: Palazuelos de Eresma, Rascafría (Madrid) |

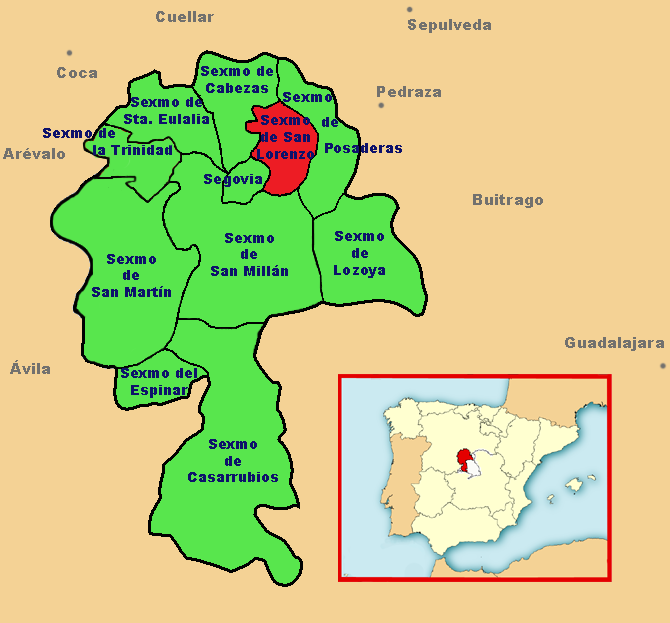
Ubicación del sexmo de San Lorenzo dentro de la Comunidad de Ciudad y Tierra de Segovia

Pertenece a la Comunidad de ciudad y tierra de Segovia, en el Sexmo de San Lorenzo desde su fundación.
El municipio de Trescasas se sitúa en dos comarcas: en Tierras de Segovia, también llamada Alfoz de Segovia o Zona Metropolitana de Segovia (dentro de Segovia Sur) y en La Vera de la Sierra.
- Tierras de Segovia engloba a los dos cinturones de pueblos que rodean a la ciudad de Segovia y que actúan en parte como barrios de esta.[17]
- La Vera de la Sierra es la aliniación geográfica de pueblos desde El Espinar hasta Casla, pueblos que su término municipal están los Montes Carpetanos, pasa la Cañada Real Soriana Occidental (aquí llamada Cañada Real de la Vera de la Sierra) y son frontera con la Comunidad de Madrid, la comarca surge en el medievo como defensa estratégica cristiana de Segovia y su logística en la reconquista.[1] Trescasas se incluye aquí por primera vez a través de un Privilegio Real de Alfonso XI de 1347 permitiendo roturaciones en los terrenos de Propios, en detrimento de la defensa de los pastos que predominaba por razones de la ganadería mesteña.[18]

### Orografía

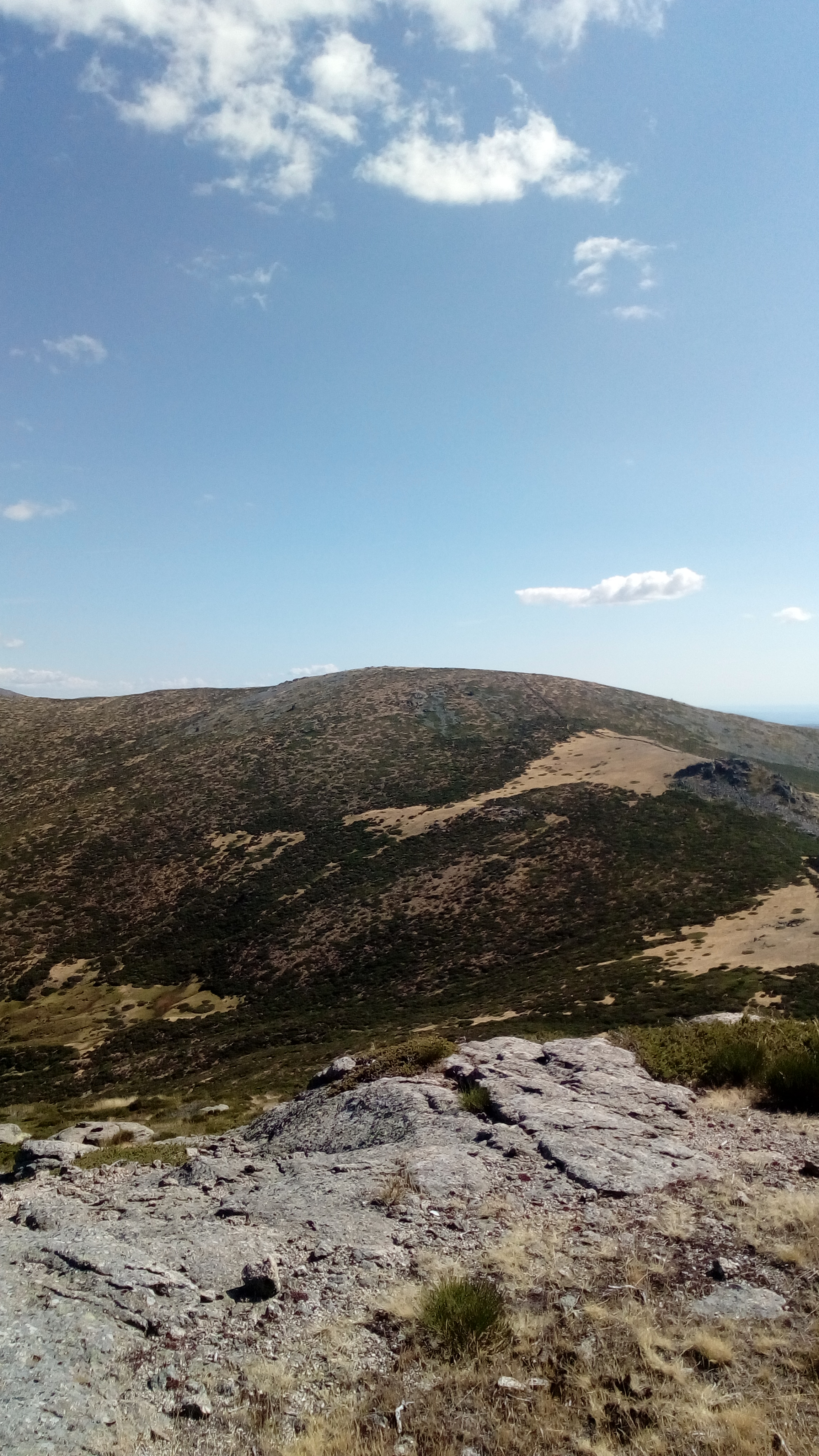
Pico La Flecha (2077 m)

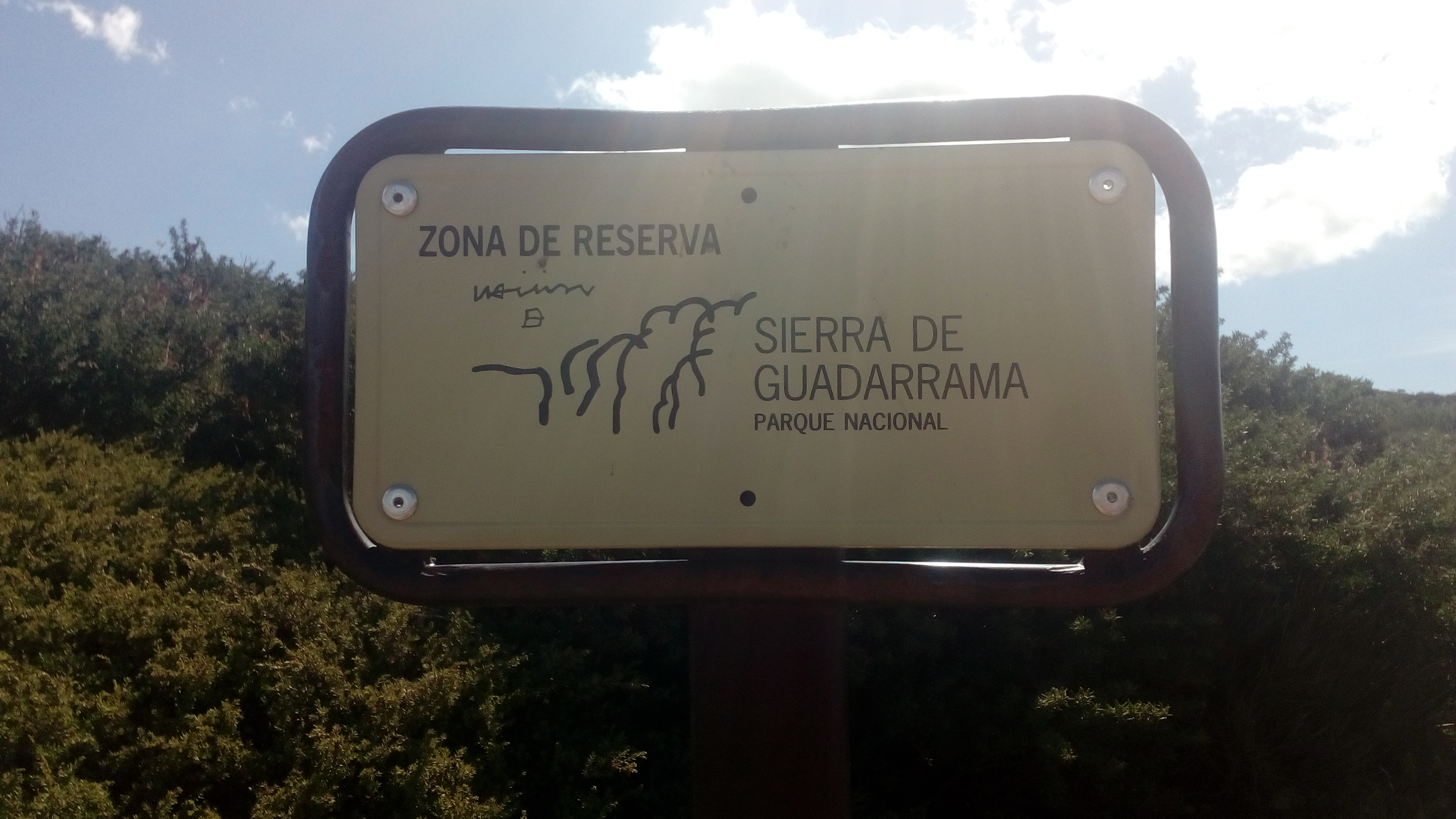
Señalización de una zona protegida de la sierra de Guadarrama dentro del término municipal

El municipio de Trescasas alberga 456 hectáreas del parque nacional de la Sierra de Guadarrama, lo que supone un 14 % de todo el término municipal, y 1487 hectáreas de zona periférica de protección, lo que equivale a un 45,6 % del municipio, y también forma parte del parque natural Sierra Norte de Guadarrama.
Los dos principales picos son el pico de La Atalaya (1647 m) en el límite del término municipal con Palazuelos de Eresma y en el límite con Rascafría (Madrid) el pico de La Fecha (2077 m), que es el más alto de todo el municipio, está situado junto al Collado La Flecha de mismas características y 1923 m, donde están situados unos mármoles, restos de circo glaciar con procesos periglaciares como canchales y corredores de derrubios, y morfologías de solifluxión. Además, en este collado se encuentra un pliegue tumbado de tamaño métrico de calizas posiblemente el periodo cámbrico, de considerable interés en cuanto a la evolución tectónica varisca de la sierra de Guadarrama.
Otras elevaciones del municipio son El Cancho (2042 m), que es el más alto de toda la localidad de Sonsoto y frontera con Palazuelos de Eresma y Rascafría (Madrid), el Alto de las Calderuelas (2055 m) frontera triple con Rascafría y Torrecaballeros, además es frontera con Torrecaballeros el cerro de Navahonda (1975 m); frontera con San Cristóbal de Segovia el alto de Cabezuelas (1105 m); frontera con Palazuelos de Eresma El Morro (1753 m) y El Majalejo (1693 m) y en el centro del término municipal se sitúa el cerro de Las Cardosillas (1636 m).

### Hidrografía
Además de los arroyos Cerezo y de La Fuentecilla que fluyen directamente en el río Eresma, el término municipial lo atraviesan los siguientes ríos y sus afluentes:

#### Cambrones
Nace en Basardilla, cruza el término de Torrecaballeros y posteriormente el de Trescasas. A su paso por el municipio está ubicada una planta de captación de agua para su embotellado por parte de la empresa Bezoya. En su entrada al término de Palazuelos de Eresma se encuentran unas calderas de gran valor natural. Desemboca en el río Eresma en el embalse del Pontón Alto (Real Sitio de San Ildefonso). Tiene como afluentes en Trescasas los arroyos de Cardosillas, Collado de la Flecha y de Siete Arroyos.

##### Manantial Siete Valles-Bezoya
Este río cuenta con un manantial llamado Siete Valles de origen prehercínico y una cota (m) de 182. De este emana agua mineral y cuenta con una plata de envasado activa de la marca Bezoya.

#### Ciguiñuela

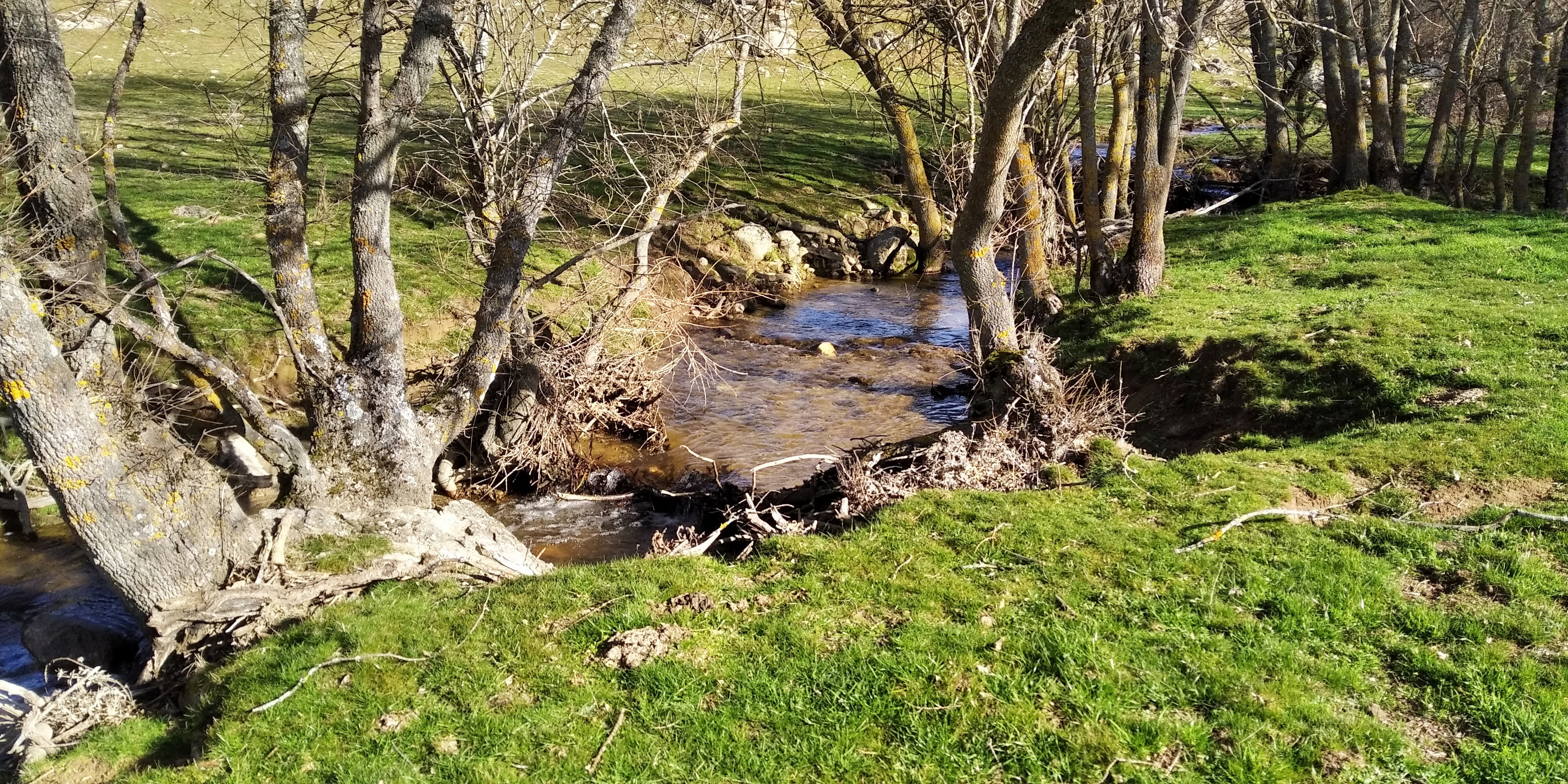
Río Ciguiñuela

Nace en la sierra de Guadarrama y atraviesa Cabanillas del Monte (Torrecaballeros), Trescasas, San Cristóbal de Segovia, El Sotillo (La Lastrilla) y Segovia donde confluye con el Río Eresma. Tiene como afluentes en Trescasas los arroyos Miguel Bueno o Miguel Bravo, Milón o de Mina, del Corral de Trescasas, del Recuéncano o de las Peñas Lisas, Acequia de la Dehesa, de la Majada, acequia de los Portillos, acequia de Aragoneses, de Fuente Antigua y Torreiniesta.

##### Embalse desestimado
En el cauce del Ciguiñuela a su paso por Trescasas, la Confederación Hidrográfica del Duro y el Ministerio de Medio Ambiente han proyectado en varias ocasiones un embalse con una capacidad de 29 hectómetros cúbicos, anegando 200 hectáreas y cuyas aguas llegarían a tan solo 500 metros de distancia de Cabanillas del Monte y 750 metros de Trescasas.
Los ayuntamientos de los municipios por los que fluye el Ciguiñuela (Trescasas, Torrecaballeros, San Cristóbal y Segovia), con el apoyo mayoritario de sus habitantes, varias asociaciones ecologistas y la Noble Junta de Cabezuelas, gestora histórica del Cambrones, se han posicionado en contra de este anteproyecto alegando que algunos informes desaconsejan la utilidad de la construcción; argumentan que este proyecto solo beneficiaría a la provincia de Valladolid y no a la de Segovia y que su ejecución pondría en zona inundable buena parte de Segovia como el barrio de San Lorenzo.
El posible proyecto finalmente fue desechado.

### Clima

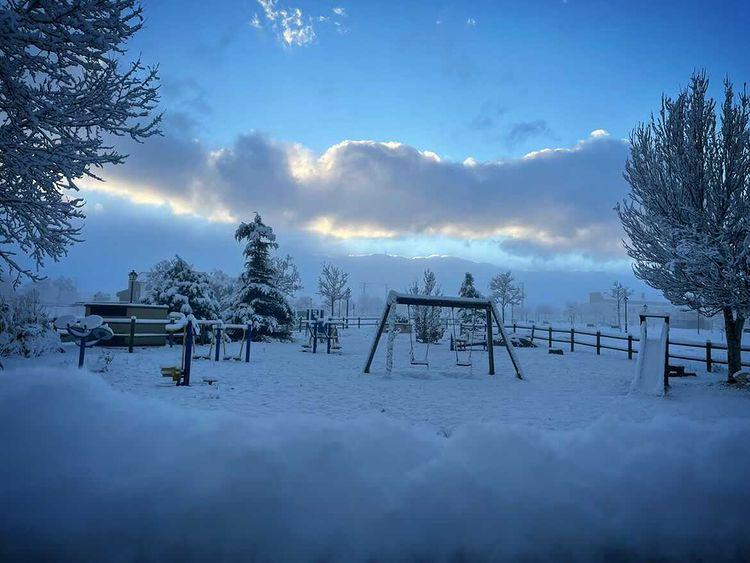
Parque de Trescasas durante una nevada en noviembre de 2021

De acuerdo con la clasificación climática de Köppen, Trescasas se encuadra en la variante Csb, es decir clima mediterráneo con influencia oceánica, de veranos suaves y secos, con la media del mes más cálido no superior a 22 °C. 
| Parámetros climáticos promedio de Segovia                                                                                                 | Parámetros climáticos promedio de Segovia | Parámetros climáticos promedio de Segovia | Parámetros climáticos promedio de Segovia | Parámetros climáticos promedio de Segovia | Parámetros climáticos promedio de Segovia | Parámetros climáticos promedio de Segovia | Parámetros climáticos promedio de Segovia | Parámetros climáticos promedio de Segovia | Parámetros climáticos promedio de Segovia | Parámetros climáticos promedio de Segovia | Parámetros climáticos promedio de Segovia | Parámetros climáticos promedio de Segovia | Parámetros climáticos promedio de Segovia |
| Mes | Ene.                                      | Feb.                                      | Mar.                                      | Abr.                                      | May.                                      | Jun.                                      | Jul.                                      | Ago.                                      | Sep.                                      | Oct.                                      | Nov.                                      | Dic.                                      | Anual                                     |
| --- | ----------------------------------------- | ----------------------------------------- | ----------------------------------------- | ----------------------------------------- | ----------------------------------------- | ----------------------------------------- | ----------------------------------------- | ----------------------------------------- | ----------------------------------------- | ----------------------------------------- | ----------------------------------------- | ----------------------------------------- | ----------------------------------------- |
| Temp. media (°C) | 4.10                                      | 5.30                                      | 7.70                                      | 9.30                                      | 13.30                                     | 18.10                                     | 21.70                                     | 21.50                                     | 17.90                                     | 12.60                                     | 7.40                                      | 4.60                                      | 12                                        |
| Precipitación total (mm) | 46.40                                     | 29.10                                     | 30.70                                     | 42.00                                     | 53.90                                     | 37.00                                     | 17.50                                     | 15.50                                     | 32.90                                     | 48.80                                     | 54.80                                     | 41.40                                     | 450                                       |
| Fuente: Ministerio de Agricultura y Pesca, Alimentación y Medio Ambiente. Datos de precipitación (1961-2003) y de temperatura (1961-2003) |                                           |                                           |                                           |                                           |                                           |                                           |                                           |                                           |                                           |                                           |                                           |                                           |                                           |

## Naturaleza

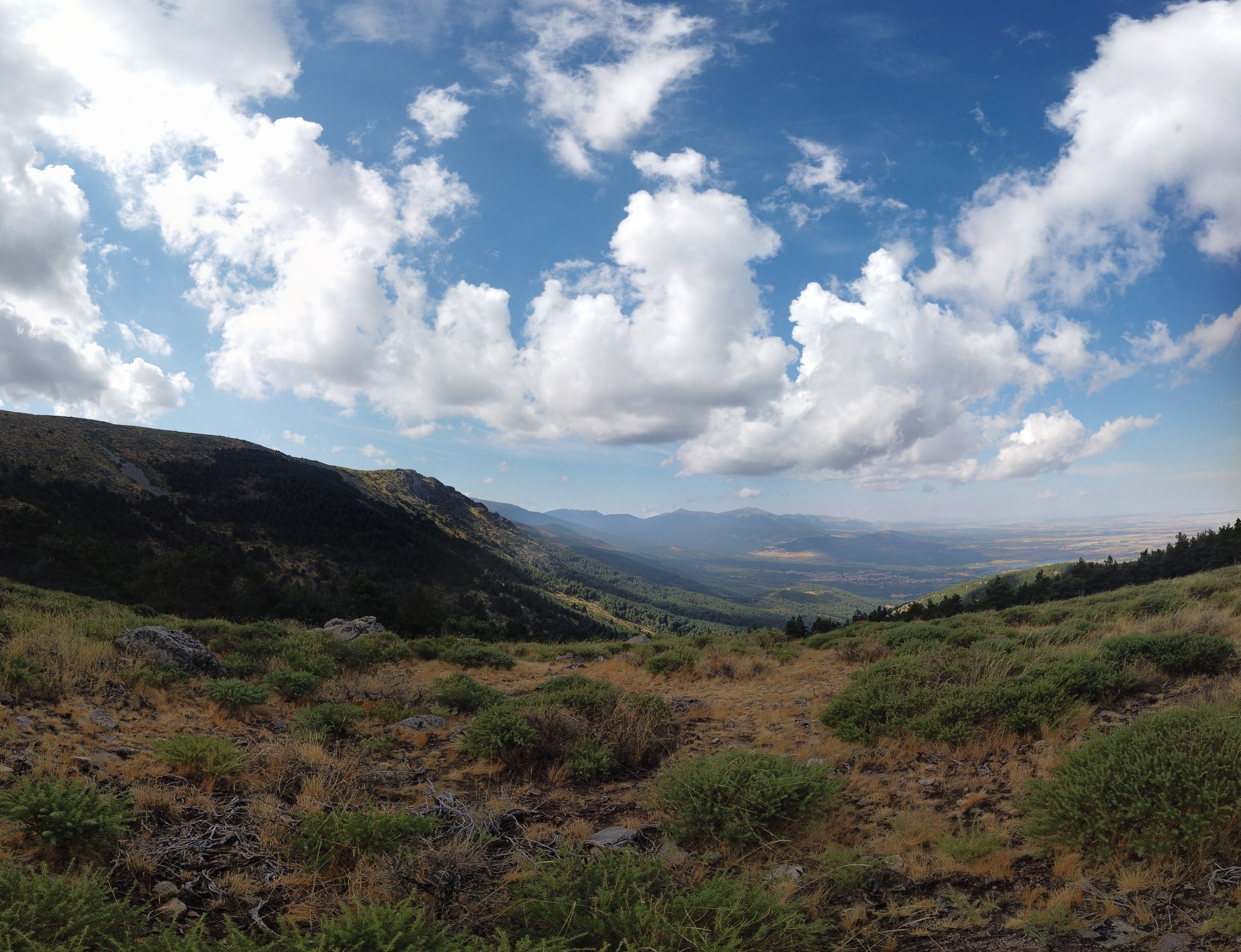
Vista de la naturaleza desde el Collado La Flecha

### Flora
La zona es mayoritariamente pastizales y abundantes arbustos espinosos, escasos ejemplares de encina arbustica (Quercus ilex), fresnos (Fraxinus) y pinares de repoblación. Como especies aromáticas tenemos tomillo salsero, tomillo blanco, cantueso.[cita requerida] Entre las especies de pinos se encuentran Pinus sylvestris, Pinus uncinata y Pinus radiata. Hasta mediados del siglo XX eran muy comunes los olmos (Ulmus) hasta que una epidemia de Grafiosis arrasó con todos ellos.

### Funga
En el monte La Umbría de los Saltillos dentro del término municipal hay un pinar de montaña donde existe un acotado de 485.09 hectáreas para la recogida de setas, este que limita al sur con el monte Cardoso, en Rascafría (Madrid). Algunas de las especies comestibles presentes son el Hongo Blanco (Boletus edulis), Hongo Rojo (Boletus Pinophillus), Llanegas (Hygrophorus agathosmus) o el Níscalo (Lactarius deliciosus) entre otros.

### Fauna
En el término municipal están presentes 166 especies de animales sin contar insectos:

#### Anfibios
10 especies.
Destacan las especies de interés comunitario que requieren una protección estricta: Sapo partero común (Alytes obstetricans), Sapo corredor (Bufo calamita), Sapillo pintojo ibérico (Discoglossus galganoi), Ranita de San Antonio (Hyla arborea), Sapo de espuelas (Pelobates cultripes) y Tritón jaspeado (Triturus marmoratus).

#### Reptiles
8 especies.
Destacan las especies de interés comunitario que requieren una protección estricta: Lagarto verdinegro (Lacerta schreiberi) y Lagartija ibérica (Podarcis hispanicus).

#### Peces
7 especies.
Hay que reseñar que todas son endemismos ibéricos excepto la trucha (Salmo trutta), aunque es la más significativa por su interés pesquero y conservacionista (existen dos cotos de pesca en la zona alta del río Cambrones). Otras especies son la bermejuela, gobio, bordillo, barbo y lamprehuela.

#### Aves
110 especies. En el 45,6 % del término municipal se sitúan 1487 hectáreas de la Zona de especial protección para las aves Sierra de Guadarrama.
Destacan las rapaces como el Buitre negro (Aegypius monachus), Águila real (Aquila chrysaetos), Buitre leonado (Gyps fulvus), Aguililla calzada (Hieraaetus pennatus), Culebrera europea (Circaetus gallicus), Halcón peregrino (Falco peregrinus), Milano negro (Milvus migrans), Abejero europeo (Pernis apivorus), o de otros grupos como la Cigüeña blanca (Ciconia ciconia), Chotacabras europeo (Caprimulgus europaeus), pechiazul (Luscinia svecica), Alcaudón dorsirrojo (Lanius collurio) o Chova piquirroja (Pyrrhocorax pyrrhocorax).

#### Mamíferos
31 especies.
Destacan las especies de interés comunitario que requieren una protección estricta y se encuentran monitorizados en todo momento: Lobo (Canis lupus) y Desmán ibérico (Galemys pyrenaicus).

## Historia

### Prehistoria
El hecho de que se hayan encontrado restos de ocupación humana prehistórica en el municipio colindante de La Lastrilla y las pocas excavaciones arqueológicas serias en Trescasas, hacen pensar en que muy probablemente esta zona estratégica en la sierra de Guadarrama estuviera poblada en la prehistoria.

### Edad Antigua
Al igual que en la anterior época, encontrados restos de ocupación romana en los municipios colindantes de Palazuelos de Eresma y Torrecaballeros, hacen pensar en que muy probablemente esta zona estratégica en la sierra de Guadarrama estuviera poblada en la época romana. En 2015 apareció en el entorno del cerro de Las Cardosillas (1636 m s. n. m.), entre el término municipal y el de Torrecaballeros una punta de lanza metálica que puedo ser producto de la artesanía local desde tiempos romanos hasta el siglo XVIII.

### Edad Media

#### Periodo visigodo
Según el historiador Diego de Colmenares, en referencia a estos lugares escribió que en el año 711/712 tras la caída del Reino Visigodo "los segovianos que tras la invasión de Segovia por los agraenos, huyeron a la Sierra y, al no atreverse a bajar de nuevo a la ciudad, fundaron pequeñas aldeas y arrabales".

Escudo de la Noble Junta de Cabezuelas

#### Periodo musulmán
La historia medieval de este lugar y su entorno va muy ligada al reparto del agua del río Cambrones (que pasa por el término municipal) esta agua muy escasa e imprescindible para la vida en el lugar fue gestionada por la Noble Junta de Cabezuelas desde época inmemorial hasta 1987, cuando su gestión se hizo puramente ceremonial.
El primer documento regulador data de 1401 pero en el propio documento se avisa que esta está sustituyendo a uno previo de fecha "inmemorial" posiblemente previo al siglo siglo XI. En el escudo de la Noble Junta de Cabezuelas, presente en el contemporáneo escudo de La Lastrilla, pueblo vecino, aparece una cruz cristiana con una media luna musulmana.
Este escudo se realiza todavía hoy desde tiempo inmemorable en el suelo a la altura de los portillos (puertas de cierre o desvío de agua en el cauce) y otros de enclaves de la división de las aguas y simboliza la amistad, convivencia, coordinación y ayuda entre ambas religiones para la ardua gestión de los caudales de agua durante la Baja Edad Media.
Como el agua del río Cambrones solo irriga esta vertiente de la sierra de Guadarrama, el propio río pasa por el término municipal y el propio topónimo del pico La Atalaya es de origen árabe hacen obvia la presencia islámica en el actual Trescasas y Sonsoto y demás poblaciones existentes y desaparecidas de lo que es la actual Mancomunidad de La Atalaya, posiblemente bajo otros topónimos árabes, gestionando estos ya previamente el agua del Cambrones a la llegada del cristianismo. El hecho de que durante la ocupación musulmana de la península ibérica Segovia capital estuviera vacía y la actual Mancomunidad de La Atalaya no, se debería a su posición estratégica en la sierra de Guadarrama.

#### Periodo cristiano

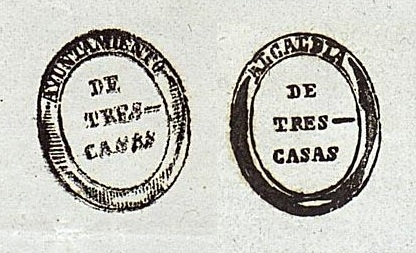
Sellos oficiales de la alcaldía y el Ayuntamiento de Trescasas en 1876, en uso hasta la aprobación del Escudo y Bandera de Trescasas en 2011

Posteriormente de las dos veces que se repobló Castilla en la época medieval la primera por el conde Fernán González y posteriormente por el rey Alfonso VI de León, se creía que Trescasas habría surgido en la segunda cuando este rey repobló Ávila y Segovia con el objetivo de utilizar defensivamente esos lugares y especialmente el Sistema Central contra los almorávides. Con el fin de proteger los pasos de la sierra se creó una línea de defensiva.

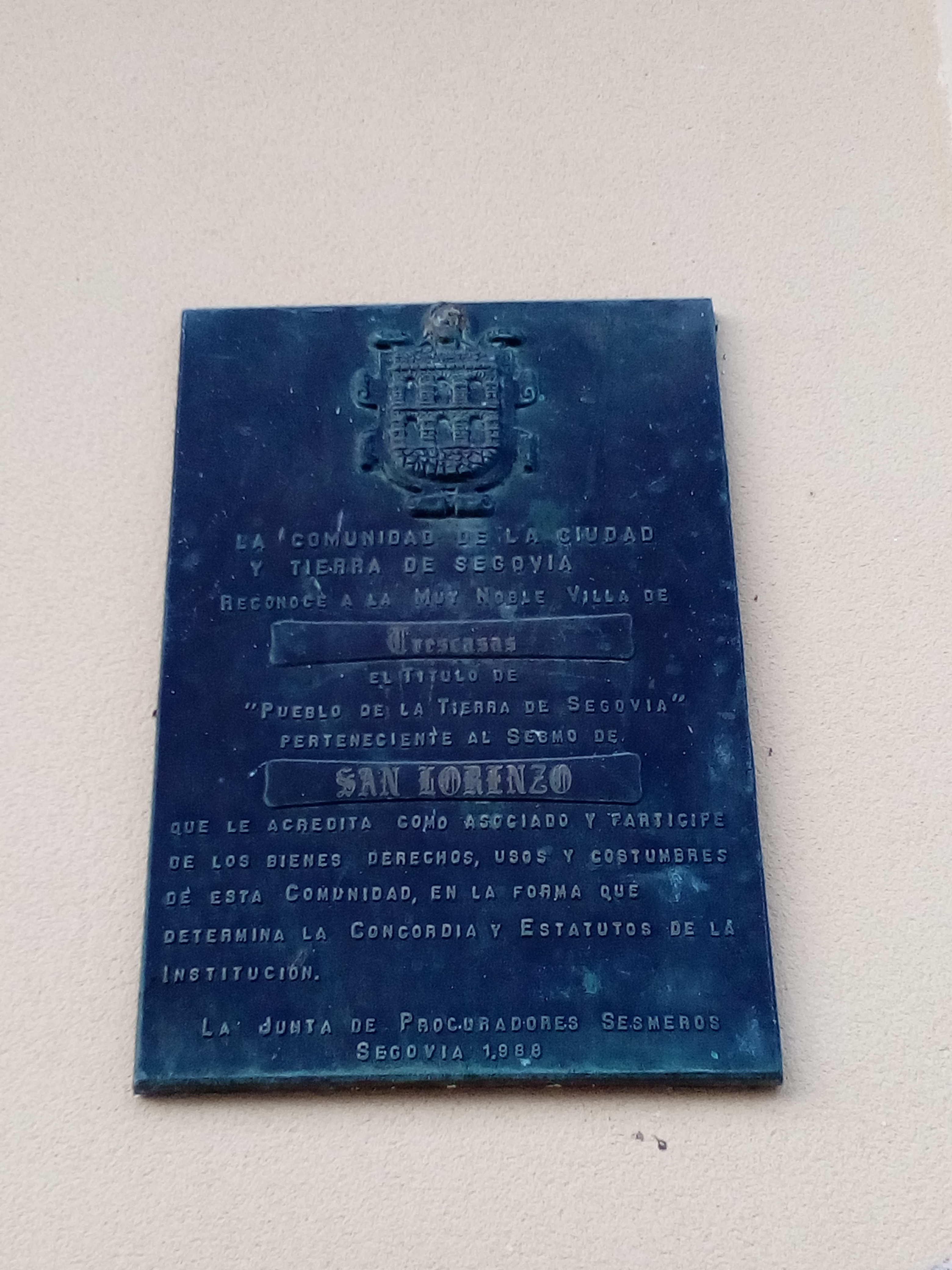
Documento en el que se reconoce a Trescasas como Pueblo de la Tierra de Segovia perteneciente al Sexmo de San Lorenzo

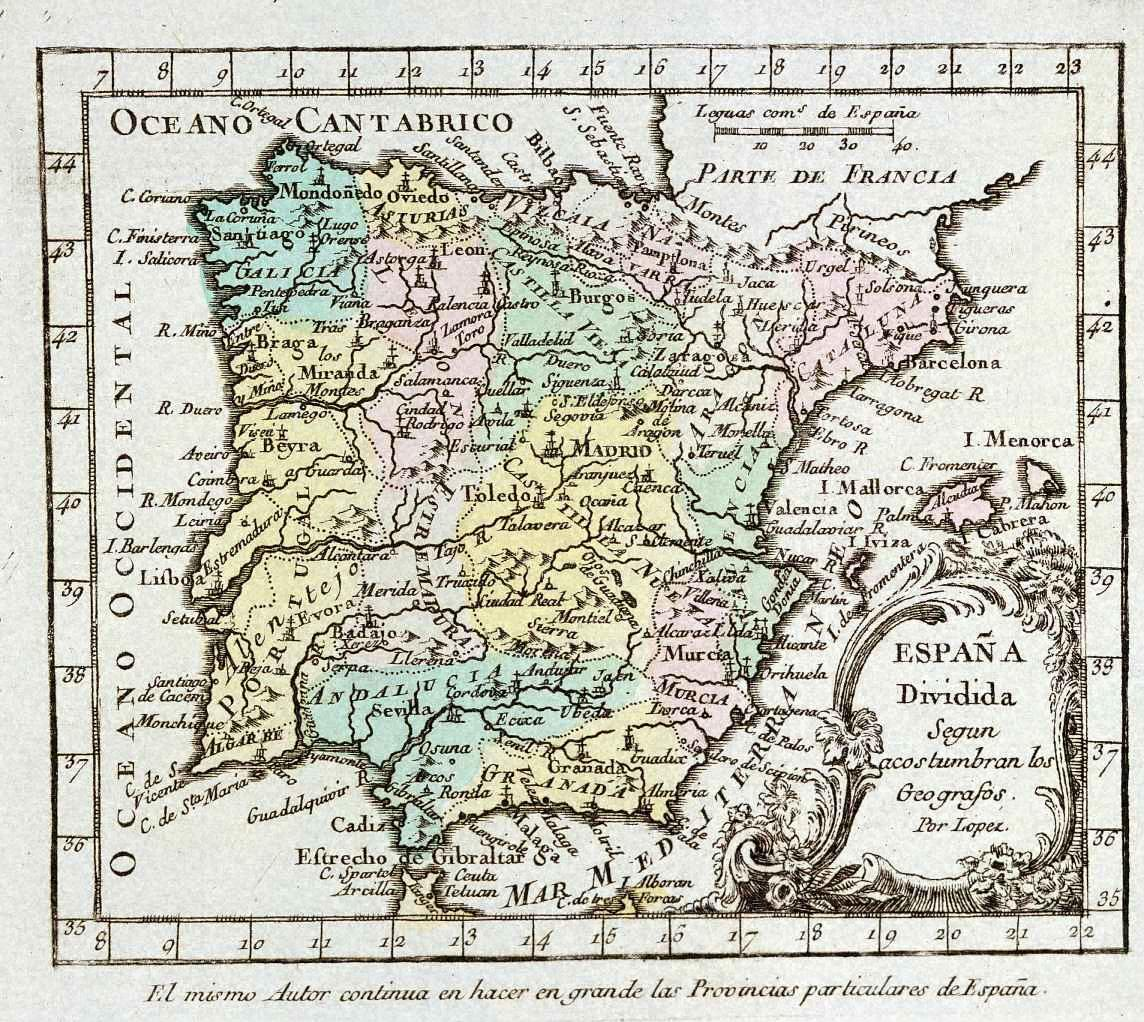
España dividida según acostumbran los geógrafos, por Tomás López, 1757, Biblioteca Nacional de España. Trescasas y Sonsoto aparecen en Castilla La Nueva

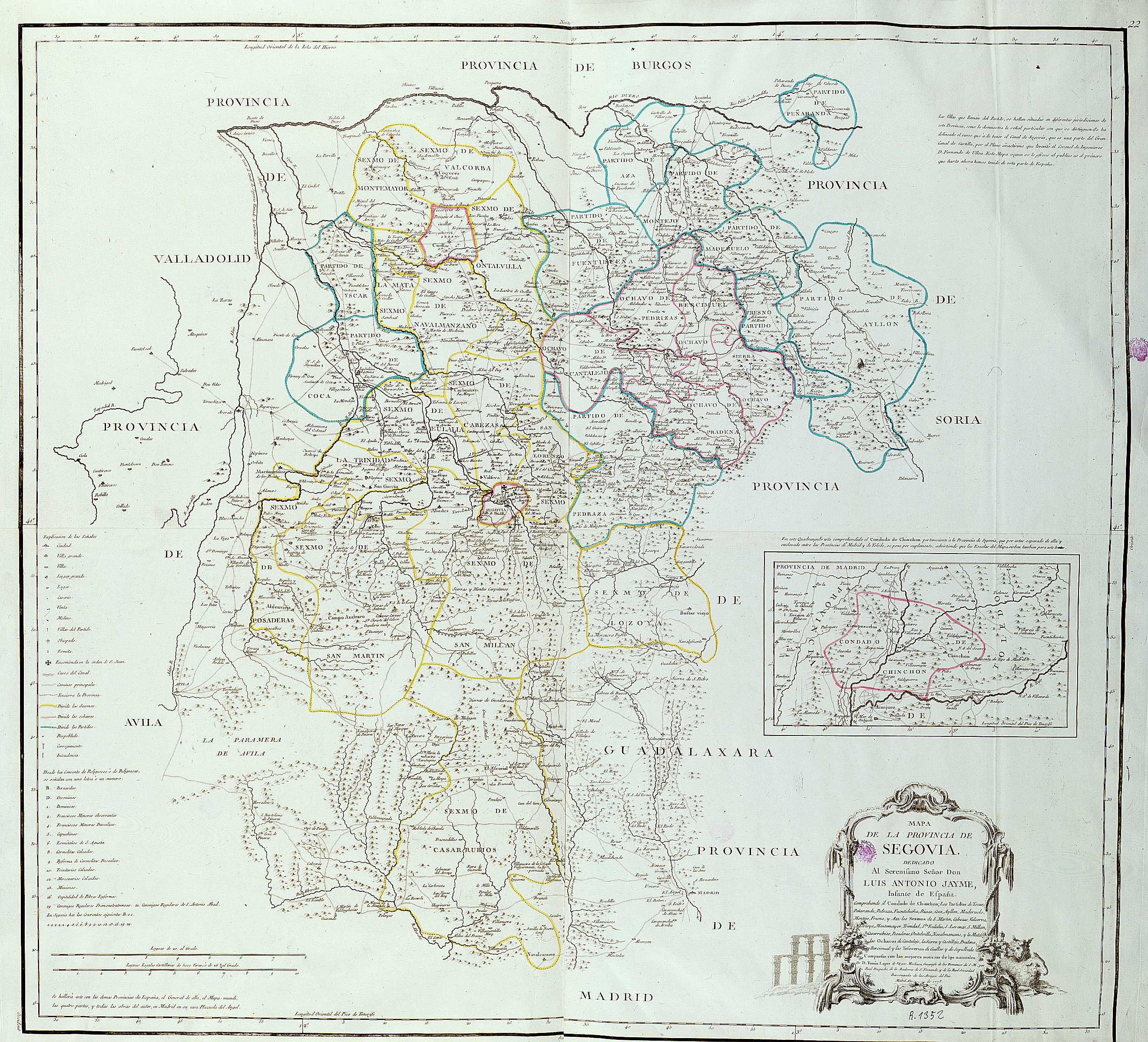
Trescasas y Sonsoto en el Sexmo de San Lorenzo en el mapa de la provincia de Segovia en 1773

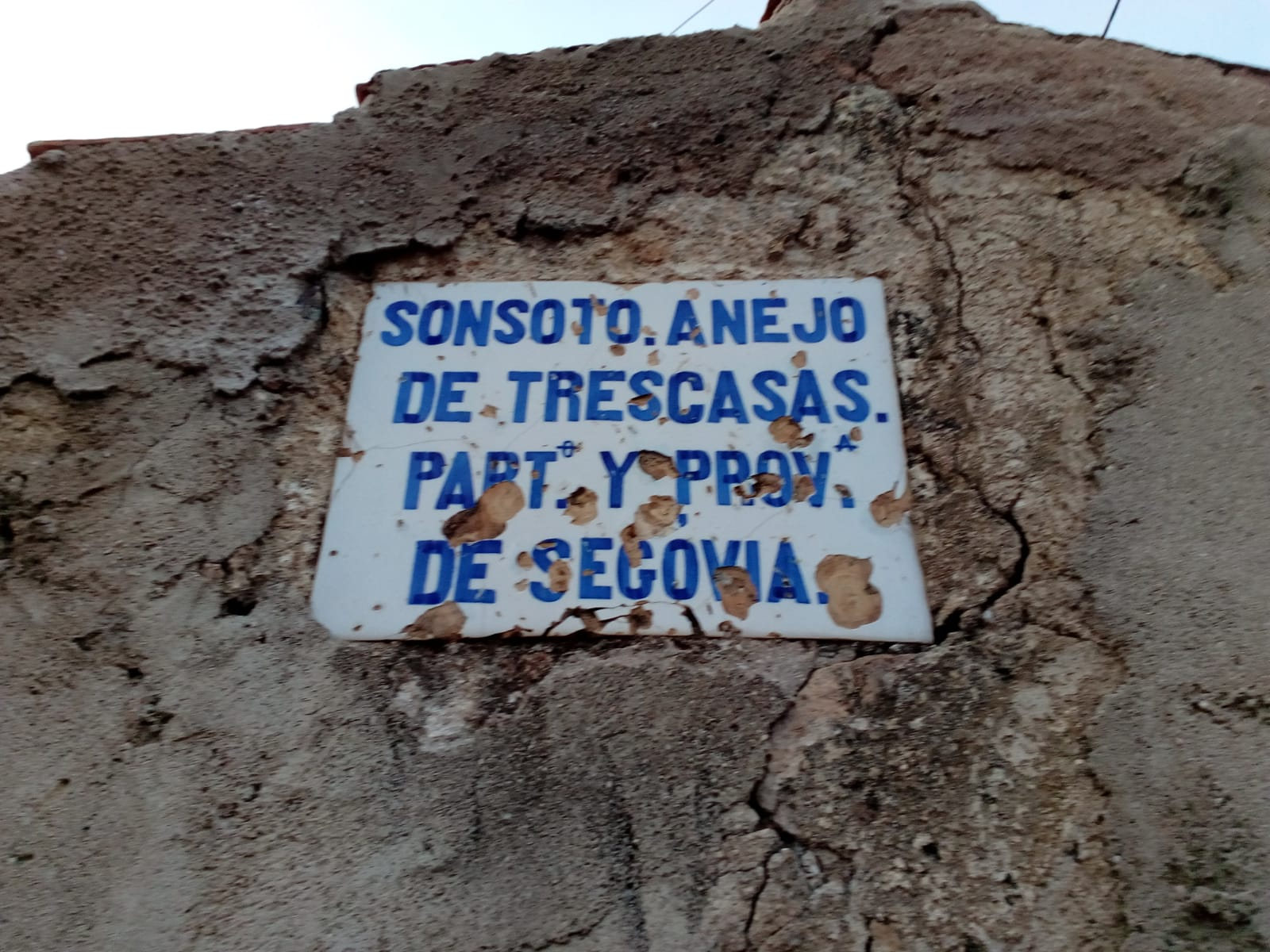
Inscripción antigua sobre Sonsoto en una choza

En esas condiciones muchas aldeas cercanas a la sierra de Guadarrama aparecen. Como explicó el escritor medieval Garci Ruiz de Castro al hablar de las "rentas del Alcázar" en 1551, las aldeas aparecen de esta manera defensiva se las conoce como de la Vera de la Sierra.
Por lo tanto se creía que el primer asentamiento de Tres Casas y Somsoto bajo estos topónimos, se habría dado en el siglo XIII. Perteneciendo ambas al Sexmo de San Lorenzo. El descubrimiento en 2020, durante la construcción de unos chalés, de los restos de la iglesia románica de Sonsoto y el posterior estudio de las características de estos, hacen ver que la fundación de estos asentamientos con estos topónimos es al menos dos siglos antes situando la fundación a finales del siglo XI en la primera repoblación, que es cuando datan los restos. El hecho de que esta investigación arqueológica no se completara por estar bajo un terreno privado y una calle asfaltada, el topónimo Trescasas posiblemente referido alguna construcción antigua encontrada por los primeros repobladores del siglo XI, la presencia muslmana previa en la zona del río Cambrones y la teoría de Diego de Colmenares, hacen ver que el lugar estuvo poblado mucho antes de la primera conquista cristiana en el siglo X y resistió a la despoblación y desertización de la zona gracias a su posición estratégica militar junto a la sierra de Guadarrama.
En la medio-Alta Edad Media la creación de las Comunidades de Villa y Tierra, la Junta de Nobles Linajes de Segovia y la puesta en marcha del Secoviae Concilium dan un nuevo impulso organizativo y poblacional a toda la zona.
La primera vez que se conoce una mención de Tres Casas y Somsoto con estos nombres, corresponde a un documento eclesiástico escrito del Archivo Catedralicio de Segovia, data del 1 de junio de 1247, como consecuencia de las relaciones de préstamo efectuadas por la mesa episcopal y por la de los canónigos a los colonos que trabajan las tierras propiedad de la Iglesia.
En la segunda noticia, Trescasas aparece vinculado a los pueblos de la Vera de la Sierra, desde el Espinar a Sotosalbos, a través de un Privilegio Real de Alfonso XI de 1347 permitiendo roturaciones en los terrenos de Propios, en detrimento de la defensa de los pastos que predominaba por razones de la ganadería mesteña.
En la tercera aparece vinculado en 1397, como otros muchos núcleos segovianos del entorno serrano, al Monasterio de Santa María del Paular, fundado en 1390, a través del pago de las tercias reales.
La cuarta noticia nos la proporcionan las Ordenanzas que regulan el consumo del agua de la Cacera del río Cambrones por parte de la Noble Junta de Cabezuelas, elaboradas en 1401, y que sustituidoras a otras anteriores conocidas desde tiempo inmemorial. En este documento se menciona a Trescasas y a Sonsoto como titulares independientes de derechos del mencionado río, Trescasas con 7 caces y Sonsoto con 8.

### Edad Moderna
La quinta noticia escrita data de los primeros años del siglo XVI. Nos la proporciona el documento fechado en 1533 cuyo contenido es el parecer sobre las averiguaciones de las vecindades de la provincia de Segovia, y en el que se mencionan Trescasas y Sonsoto como municipios independientes.
Dejada atrás la economía de guerra de la reconquista Trescasas se convirtió en uno de los enclaves laneros más importantes de la red de cañadas de Castilla con el conjunto de esquileos más grande e importante de la actual provincia de Segovia.
Durante el reinado de Carlos III, este incautó varios terrenos al Concejo de Segovia, próximos a Trescasas, para el mantenimiento del Palacio Real de La Granja de San Ildefonso, en este contexto tanto Trescasas como Sonsoto y demás pueblos de la zona perdieron esenciales fuentes de obtención de leña y además se obligó a los habitantes a trasladar leña para el personal del palacio. Ante la situación hubo varias quejas locales que se saldaron con la encarcelación de varios alcaldes del entorno de Segovia entre octubre y noviembre de 1753, entre ellos figura el de Sonsoto y posiblemente le ocurriera lo mismo al de Trescasas.
Las tierras de labor pertenecientes al término municipal del pueblo son eminentemente agrarias y ganaderas, la dedicación de sus vecinos, por tanto, siempre ha estado relacionada con las labores propias de la economía agrícola y ganadera. Por este motivo, cuando se confeccionó el catastro del marqués de la Ensenada, hacia la mitad del siglo XVIII quedaron reflejadas en dicho documento muchas y muy variadas noticias sobre la economía y las costumbres sociales de esta pequeña aldea segoviana.
En 1755, al igual que los pueblos de la zona, existen noticias del Terremoto de Lisboa, que tuvo lugar durante misa y que describieron los alcaldes de Trescasas y Sonsoto como un ruido grande como de coches corriendo, acompañado de movimiento de tierra (laudes) y construcciones. A pesar de todo no constaron heridos ni ruinas, tan solo desperfectos leves.
Aunque un casi siglo después en 1833 tras la creación de las provincias actuales Trescasas y Sonsoto quedaron finalmente dentro de Castilla La Vieja, los bordes de esta variaron desde su creación hasta ese momento y en el mapa de subdivisiones de España de 1757, el Real Sitio de San Ildefonso y por ende Trescasas y Sonsoto están incluidas en Castilla La Nueva.
En 1774 monarca Carlos III que frecuentaba su residencia en el Palacio Real de localidad vecina de La Granja de San Ildefonso mandó construir la iglesia neoclásica de la Inmaculada Concepción para destinar la antigua iglesia románica de Trescasas como cementerio, fue un proyecto piloto de su política de sacar los cementerios de las iglesias en uso, Trescasas y Sonsoto dependian en este momento de la vere nullius de San Ildefonso gestionada por el rey y no por Obispado de Segovia. Posteriormente, este rey la regaló uno de sus siete retablos barrocos. Está ubicada justo a la mitad entre Trescasas y Sonsoto construida cuando todavía eran municipios independientes, su construcción creó la idea colectiva de que la fusión de ambos pueblos, ya con la misma parroquia, sería algo positivo. Esta es en la actualidad sigue siendo la parroquia municipal.

### Edad Contemporánea
El 13 de junio de 1811 durante la ocupación francesa de la guerra de independencia tuvo lugar en las montañas e inmediaciones de Trescasas y Torrecaballeros una importante contienda entre grupos organizados de salteadores y los guerrilleros patriotas de Juan de Abril, militar nacido en La Granja y uno de los más activos en la lucha contra las tropas francesas en esta provincia.
Con la creación de las actuales provincias en 1833, Trescasas y Sonsoto quedaron encuadrados en la provincia de Segovia, dentro de Castilla la Vieja, al igual que la Comunidad de Villa y Tierra de Segovia perdió importante parte de su término con la creación de la provincia frente a la de Madrid, en el ideal popular del municipio se afirma una pérdida de terrenos frente al colindante municipio desde ese momento madrileño de Rascafría.
A partir de estas fechas las noticias sobre Trescasas son abundantes y en el siglo XIX informan sobre la unión de los pueblos de Tres Casas y Sonsoto en 1844, aún siendo históricamente más importante y económicamente pudiente Sonsoto bajo el nombre de Trescasas.
Durante la guerra civil española la provincia de Segovia estuvo controlada desde los primeros momentos por el bando sublebado y se mantuvo al alcalde Hilario Gómez, de la CEDA, elegido durante el comienzo de la Segunda República. Como el término municipal limita con la provincia de Madrid controlada entonces por el Gobierno Republicano se construyeron múltiples trincheras en este frente denominado Frente del Agua aún conservadas, también existen restos de munición y latas de conservas, la gran mayoría en las proximidades del pico El Cancho (2042 m) y el Collado de la Flecha (1923 m).
Durante la Transición en la provincia de Segovia existió debate sobre en qué autonomía integrarse. De los 203 municipios existentes entonces 6 aprobaron en pleno unirse a Castilla y León, 10 no comunicaron acuerdo, 178 solicitaron la creación de una Autonomía Uniprovincial para Segovia, 8 simplemente votaron en contra de este último y Cuéllar primero quiso la autonomía uniprovincial, después voto en contra y finalmente prevaleció por decisión judicial el primer acuerdo. En este contexto el 10 de octubre de 1981 el Ayuntamiento de Trescasas siendo alcalde Julián Sanz Rodríguez votó por unanimidad (5 concejales de la UCD) la opción de una Autonomía Uniprovincial para Segovia. Finalmente el Gobierno de Felipe González desecho la opción mayoritaria y obligó en 1983 vía Decreto Ley la adhesión a Castilla y León.
En el siglo XX se edificó a medio kilómetro este del municipio la urbanización privada de La Atalaya dentro del parque natural Sierra Norte de Guadarrama, con dos calles, con el tiempo se haría pública y en la actualidad es conocida por su casa rural. También se creó la planta de embotellamiento de Agua Bezoya en el manantial Siete Valles similar a la de Ortigosa del Monte y por la que se conoce en muchos sitios al pueblo.
Desde principios del siglo XXI todo el término ha experimentado un gran aumento poblacional, urbano y de infraestructuras debido a su cercanía a Segovia para la que actúa de facto como un barrio, siendo además una de las localidades con la población más joven con gran presencia de niños, adolescentes y jóvenes.

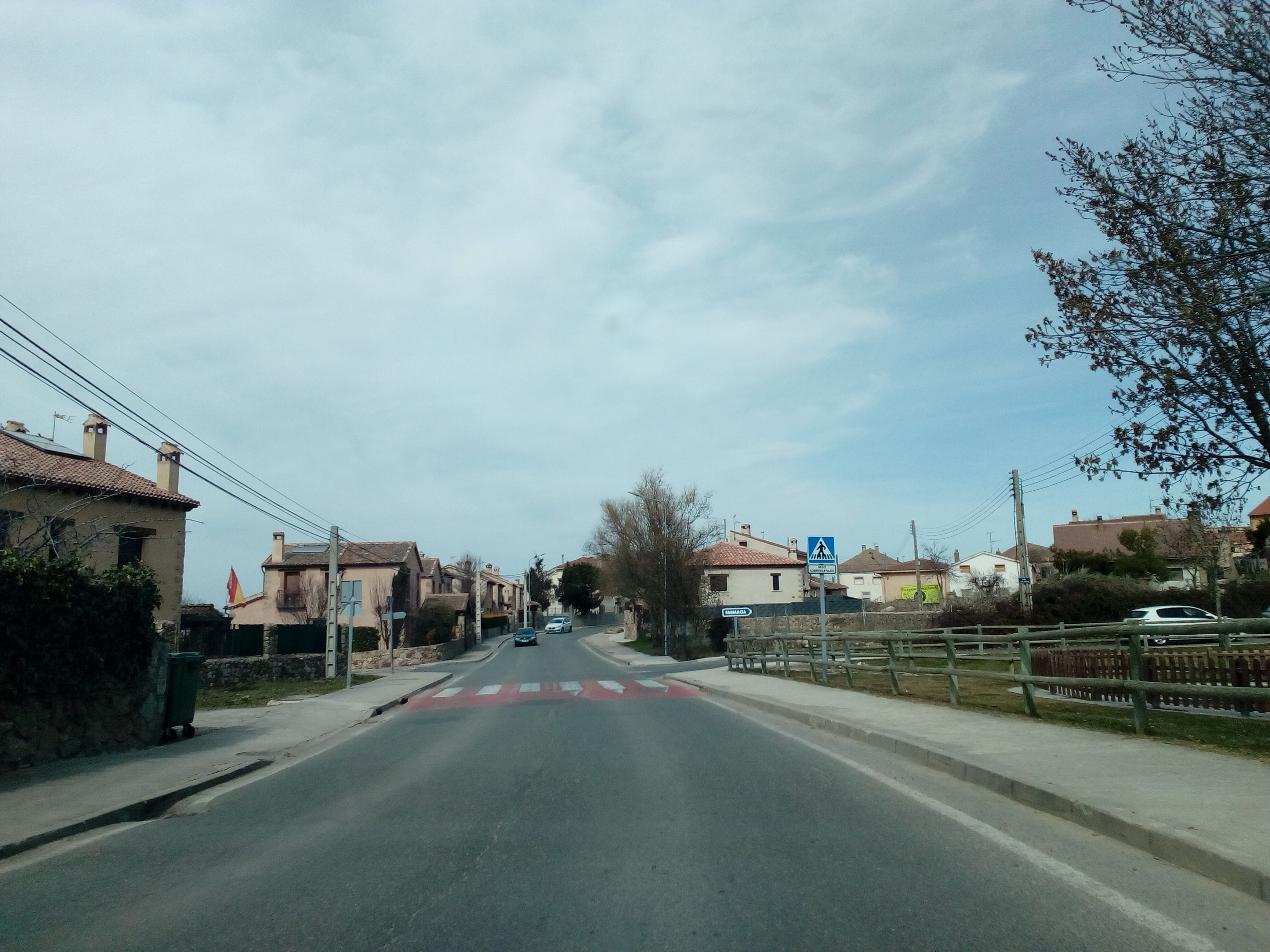
Centro urbano de Trescasas

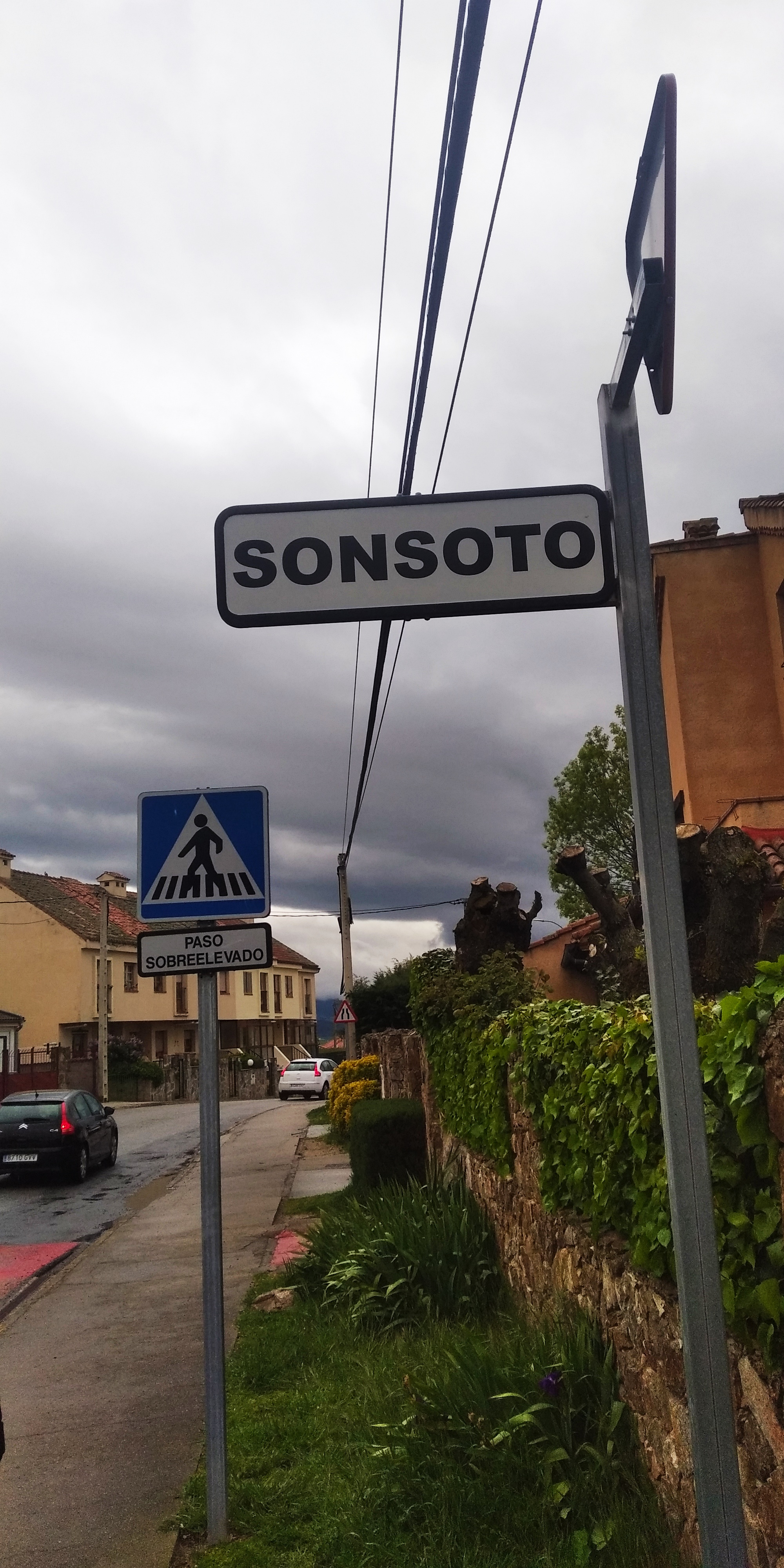
Entrada a Sonsoto desde Trescasas

## Demografía
Trescasas cuenta con una población de 1105 habitantes (INE 2024).
| Gráfica de evolución demográfica de Trescasas entre 1842 y 2021 |
| |
| Población de derecho según los censos de población del INE Población de hecho según los censos de población del INEEntre el censo de 1857 y el anterior, crece el término del municipio porque incorpora a 405038 (Sonsoto) |

### Núcleos de población actuales
El municipio de Trescasas pertenece a la provincia de Segovia y está formado por tres principales núcleos de población, aunque Sonsoto está en la actualidad físicamente unido al núcleo principal: Sonsoto (0,6 km), La Atalaya (1 km) y Trescasas.
También existen los nuevos barrios que son las zonas edificadas durante en los últimos 20 años: La Moraleja de Trescasas, Nuevo Sonsoto, urbanización de Los Portillos o Eras de Sonsoto entre otros.

### Núcleos de población desaparecidos

#### Cáceres
También llamado La Cabezuela o Cabezuelas. A 1,4 km al oeste/suroeste de Sonsoto, en un alto llamado La Cabezuela, a la izquierda del camino que une Sonsoto con San Cristóbal de Segovia (actual SG-V-6123) en un paraje denominado Tierras de voz y Canción por la alegría que suponían las reuniones aquí de la Noble Junta de Cabezuelas. Según algunos autores habría estado poblado durante la Edad Media y la Edad Moderna. Fue sede hasta su desaparición de la Noble Junta de Cabezuelas a la que le da el nombre, organización medieval de reparto de caudales de agua gestionada por los pueblos cercano. Algunos autores sostienen que solo se fundó con este objetivo y otros mantienen que solo era un lugar administrativo sin población. No se conserva ningún resto y en la localización hay situado un mojón de referencia.

#### Aragoneses

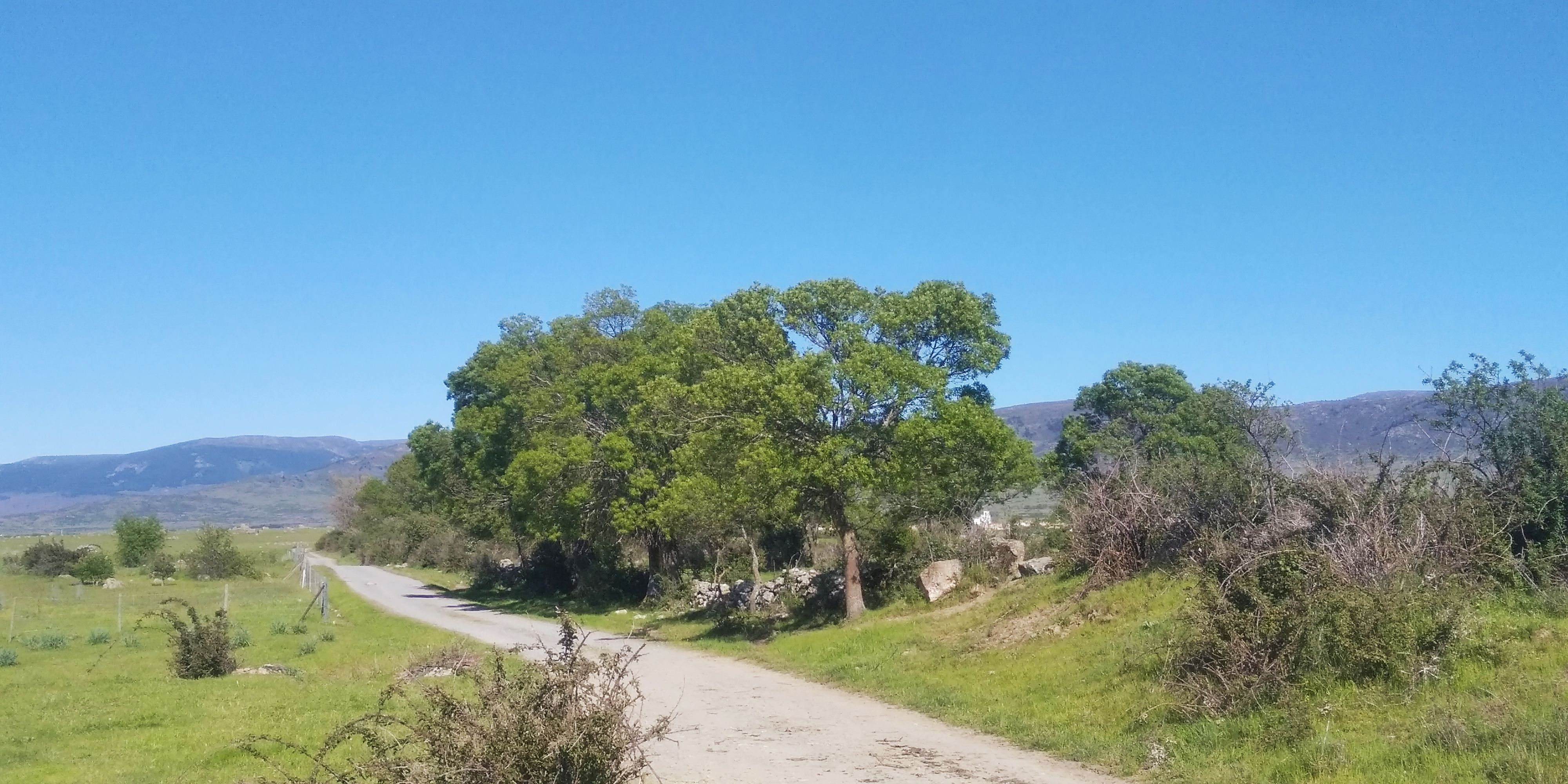
Lugar donde se ubicó el despoblado de Aragoneses entre Trescasas y San Cristóbal de Segovia

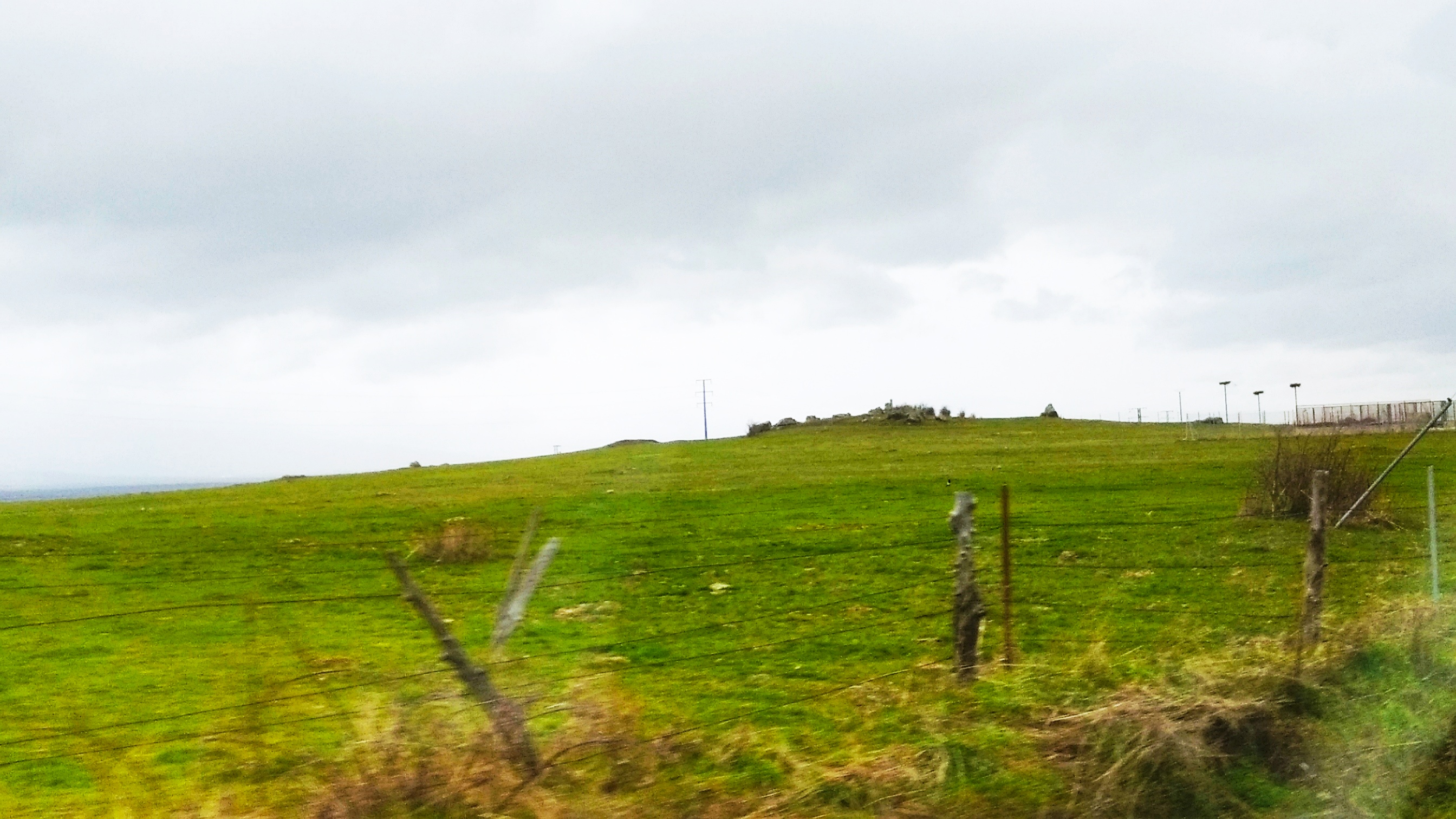
Alto de La Cabezuela, lugar donde se ubicó el despoblado de Cáceres entre Trescasas y San Cristóbal de Segovia

A unos dos kilómetros al oeste de Trescasas y uno al noreste de San Cristóbal de Segovia, a la izquierda del camino que une Sonsoto con San Cristóbal de Segovia (actual SG-V-6123) en un paraje denominado Las Bajas Serias junto a una acequia que lleva su nombre y próximo al paraje de la Cerca de los Corrales. La población desapareció en el siglo xvii por una peste que diezmó la población de la zona en esa época, o por un envenenamiento masivo de su población en la celebración de una boda al beber leche de un cántaro envenenado por vívoras o de material tóxico. Los habitantes que se salvaron se repartieron entre las poblaciones de vecinas de Trescasas, Sonsoto y La Lastrilla repartiendo entre estos pueblos la gestión de las aguas de la Aragoneses en la Noble Junta de Cabezuelas, a la que pertenecía.

#### Agriones
Sin que queden vestigios materiales apreciables estuvo situada a 1,2 km al sur de Sonsoto, entre la carretera SG-P-6121 y el camino antiguo de Palazuelos y cercano al término municipal de Palazuelos de Eresma, contó con un pequeño rancho de esquileo por su cercanía a la Cañada Real Soriana Occidental y da nombre a una de las caceras aún vigentes de la Noble Junta de Cabezuelas, en la cual también tuvo participación.

### Población
Trescasas cuenta con 1074 habitantes, de los cuales 549 son hombres y 525 son mujeres (INE 2020) siendo su densidad de población de 32,25 hab/km² algo por encima de la media de la provincia de Segovia pero muy por debajo de la media nacional.
Tradicionalmente ha sido un pueblo pequeño, pero debido al crecimiento de Segovia es uno de los pocos municipios segovianos que ha aumentado su población al convertirse en localidad dormitorio de esta ciudad. Según el INE, Trescasas era en 2022 el vigesimoprimer municipio con más habitantes de la provincia de Segovia y uno de los que tiene la población más joven.
En 2001 se estimaba que la población estacional de segundas viviendas rondaba los 574 habitantes.

#### Pirámide de población
Los datos de la pirámide de población de 2020 se pueden resumir así:
- La población menor de 20 años es el 26,44 % del total.
- La comprendida entre 20-40 años es el 19,65 %.
- La comprendida entre 40-60 años es el 38,45 %.
- La mayor de 60 años es el 15,46 %.

Los tres núcleos de población que integran el municipio tienen, según el INE 2023, el censo siguiente:
| Distribución de la población |         |           |
| La Atalaya                   | Sonsoto | Trescasas |
| 15                           | 585     | 503       |

#### Evolución ancestral de la población
Según el censo de Pecheros (1528), los vecindarios de la ciudad de Segovia y su tierra en (1570 y 1591), el Censo de la Sal (1631) y el Catastro de Ensenada (1749).
| 1528 | 1570 | 1591 | 1631 | 1749 |
| ---- | ---- | ---- | ---- | ---- |
| 30   | 24   | 34   | 12   | 25   |

Vecino fue una unidad de población utilizada en España durante el Antiguo Régimen para realizar censos por motivos fiscales, cada vecino era una unidad familiar, contabilizando en esta al cabeza de familia, cónyuge, hijos, parientes, esclavos, etc.
Para realizar la conversión de vecinos a habitantes, es habitualmente aceptada la transformación de 4 o 5 habitantes por vecino. Aunque no hay forma exacta de calcularlo, porque depende de las características poblacionales de cada zona.

#### Población extranjera
| Continente | Países                                             | Total |
| África     | Argelia (1)                                        | 1     |
| América    | Brasil (2)                                         | 3     |
| Asia       | -                                                  | 0     |
| Europa     | Bulgaria (2), Francia (2), Italia (1), Rumanía (2) | 7     |
| Oceanía    | -                                                  | 0     |
| Total      | -                                                  | 11    |

Del total de 781 personas censadas en 2008, 11 son de nacionalidad extranjera, procedentes de diferentes continentes, siendo los de nacionalidad búlgara (2), francesa (2) y brasileña (2), las colonias más numerosas.

## Economía

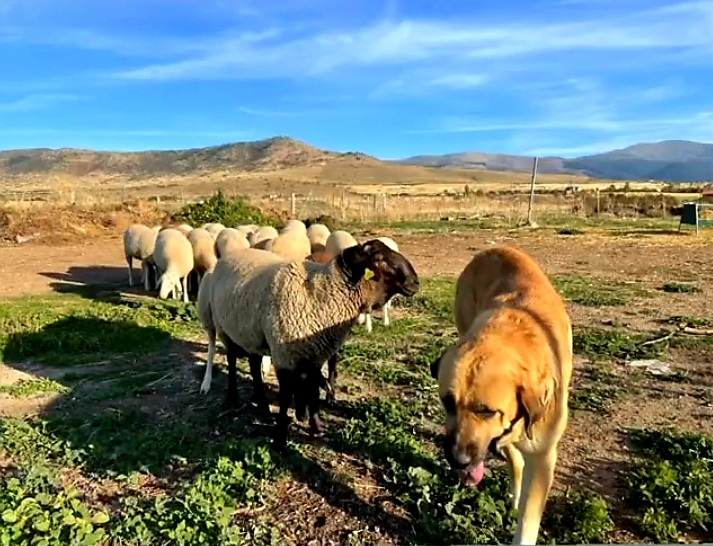
Rebaño de ovejas del municipal en conmemoración a la transhumancia, La Atalaya y la Cañada Real Soriana Occidental al fondo

En sus origen en la reconquista vivía de la guerra gracias a su posición estratégica cristiana en la sierra de Guadarrama. Luego tradicionalmente fue una localidad dedicada a la trashumancia por el paso de la Cañada Real Soriana Occidental por el municipio, de aquí la existencia de sus esquileos. En la actualidad en el municipio se encuentra la empresa de embotellado de agua Bezoya, que dispone de una planta de extracción y embotellamiento de agua similar a la existente en Ortigosa del Monte. Buena parte de su economía se basa en el turismo rural gracias a su cercanía a Segovia y a La Granja de San Ildefonso existiendo varias casas rurales en el municipio además de un balneario que también es residencia para personas mayores de 65 años.

#### Ganadería
Los censos agrarios realizados por el INE muestran unos resultados que indican un reparto de cabezas casi totalmente bovino, como se muestra en la tabla siguiente:
| Bovinos | Ovinos y caprinos | Porcinos | Aves de corral |
| ------- | ----------------- | -------- | -------------- |
| 803.8   | 6.5               | 0        | 0              |

#### Renta per cápita
Según datos del INE, en 2021 la renta media por hogar era de 31 479 euros, lo que la situaba como la mayor de la provincia de Segovia (desde 2016), la cuarta en toda Castilla y León.
| Gráfica de evolución de Renta per cápita de Trescasas entre 2014 y 2021                       |
|                                                                                               |
| Renta per cápita de Trescasas en euros según datos del Ministerio de Hacienda y Ad. Públicas. |

#### Empleo

##### Agencia de Empleo y Desarrollo Local
En el Ayuntamiento de Trescasas está situada la sede de la Agencia de Empleo y Desarrollo Local AEDL, un servicio público y gratuito, ofrecido conjuntamente por Trescasas y el vecino Torrecaballeros. Este es un organismo asesor para instituciones públicas y emprendedores particulares que ayuda con la tramitación de burocracia y la búsqueda de subvenciones públicas, también gestiona una bolsa de empleo propia y trabaja para emplear parados.

##### Evolución de las cifras de paro registrado
Sufre sus mayores picos a raíz de la crisis económica de 2008-2015 y el primer confinamiento de la Pandemia de COVID-19.
| Gráfica de evolución número de personas en paro de Trescasas entre 2013 y 2021                                        |
| |
| Porcentaje de paro registrado sobre población potencialmente activa según el Ministerio de Trabajo y Economía Social. |

#### Comercio

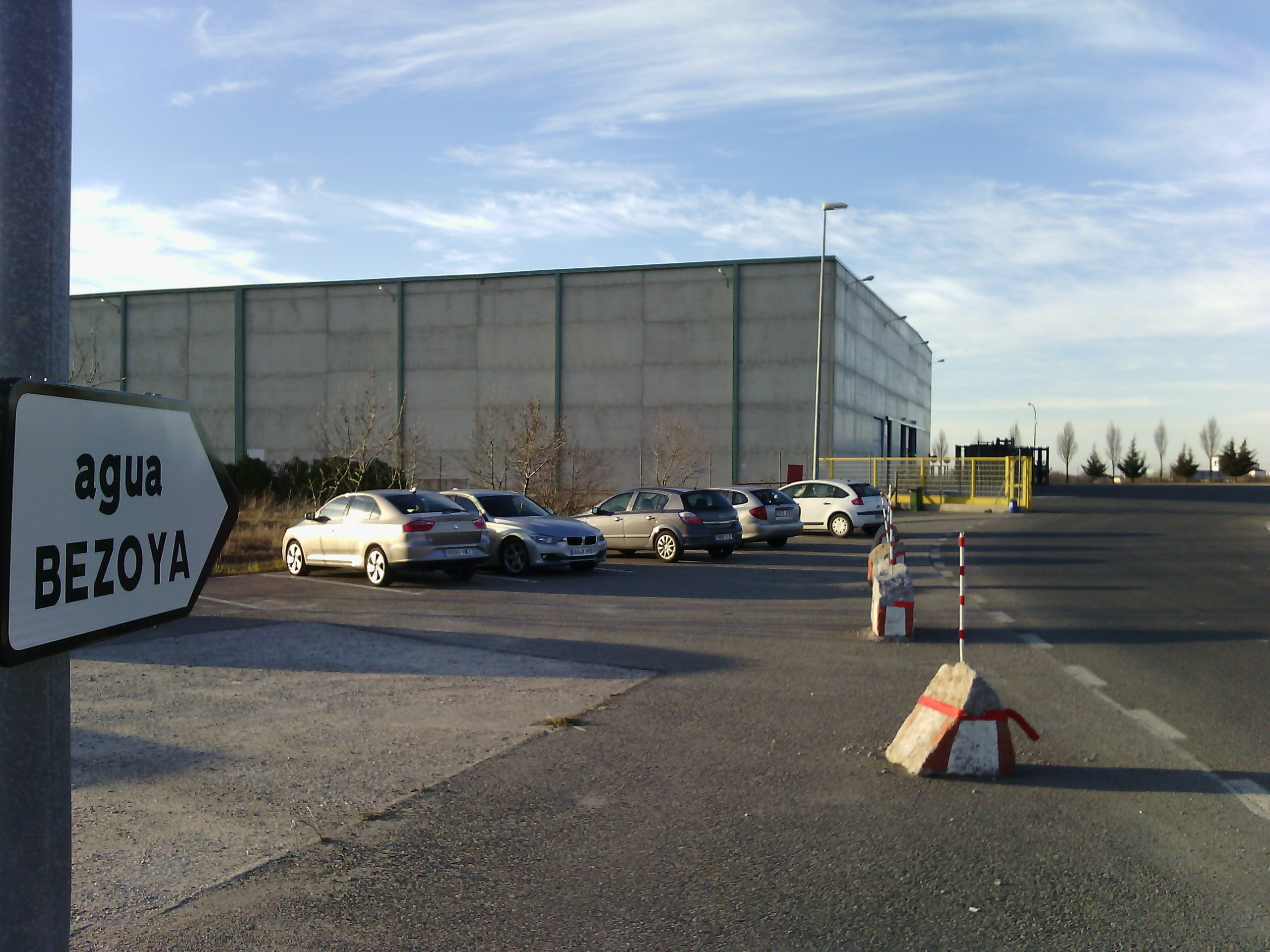
Planta de enbotellamiento de Bezoya

La actividad comercial principal de Trescasas está resumida en la siguiente tabla.
| Sector comercial               | Empresas |
| ------------------------------ | -------- |
| Total                          | 31       |
| Cajeros bancarios              | 1        |
| Alojamientos rurales           | 8        |
| Farmacia                       | 1        |
| Veterinario                    | 1        |
| Alimentación                   | 3        |
| Bares y restaurantes           | 3        |
| Construcciones y reformas      | 4        |
| Industria                      | 1        |
| Riegos y Jardines              | 1        |
| Residencias y balnearios       | 2        |
| Peluquerías                    | 1        |
| Transportes                    | 1        |
| Cerámica                       | 1        |
| Pajas y forrajes               | 1        |
| Grupos musicales y orquestas   | 1        |
| Diseño web y Marketing Digital | 1        |

## Transporte

#### Red viaria

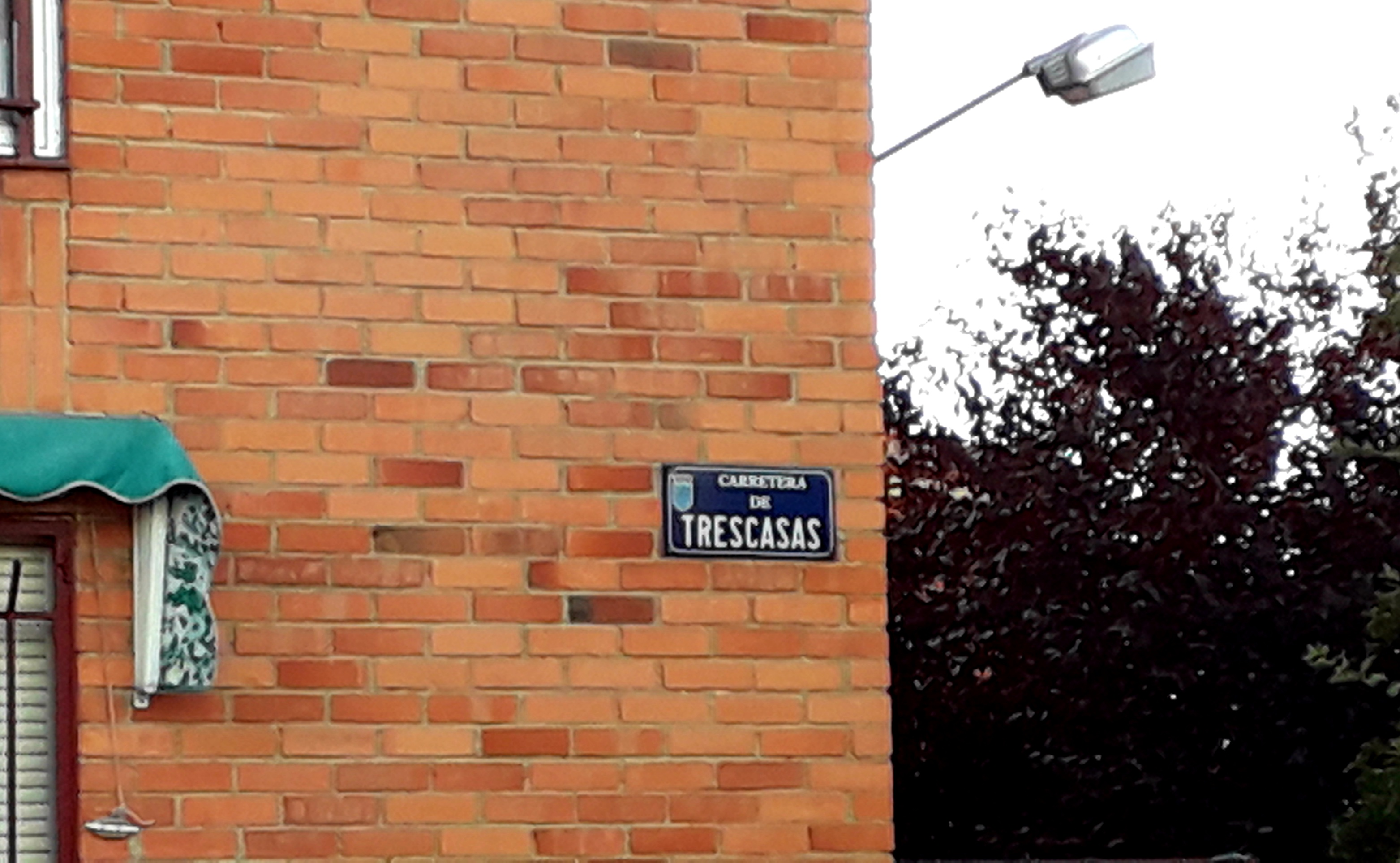
Carretera de Trescasas SG-V-6123, en su inicio en Segovia

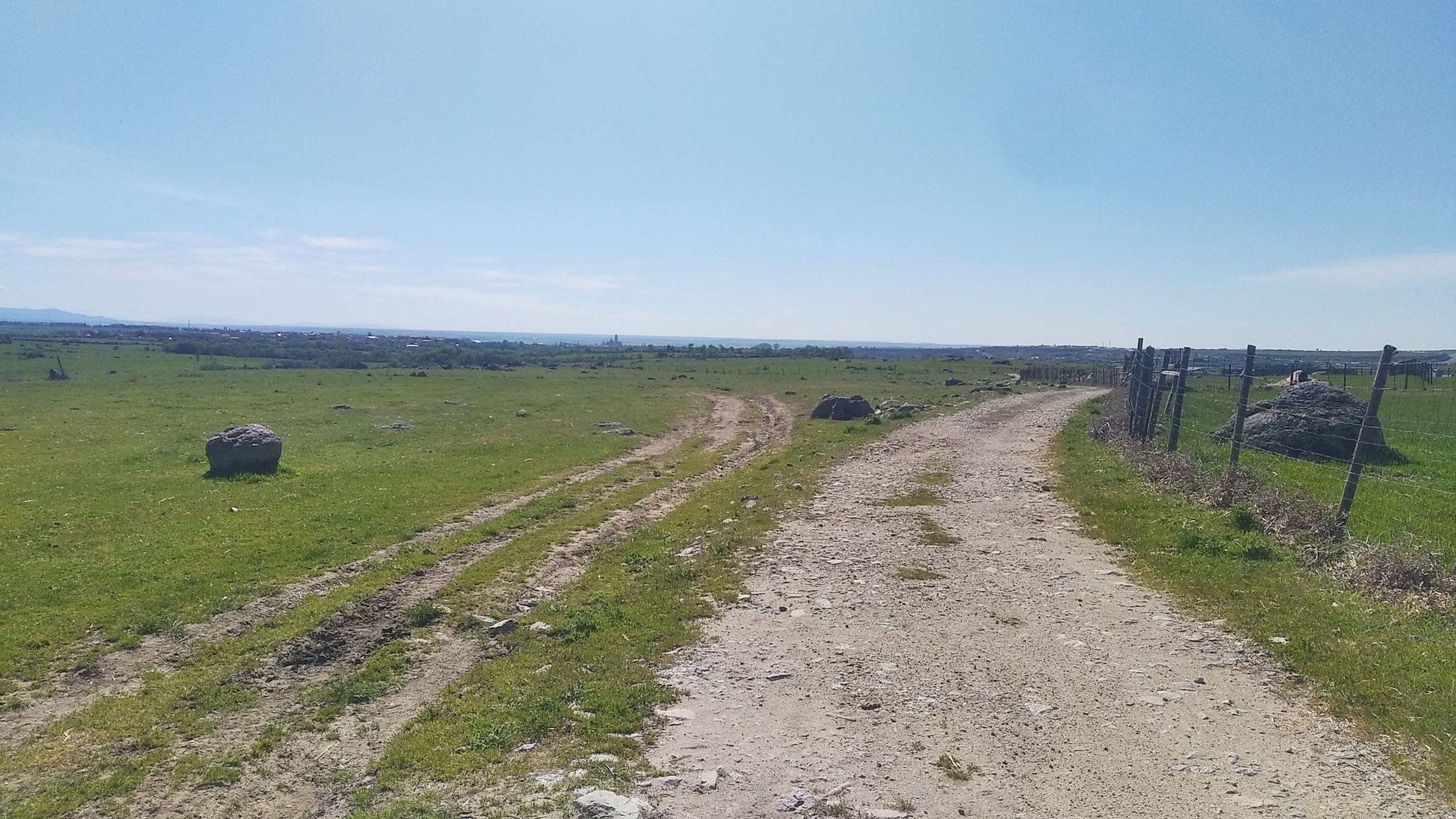
Camino Trescasas-San Cristóbal de Segovia

##### Carreteras
- Carretera provincial SG-V-6123, que permite la comunicación con la SG-V-6125 (San Cristóbal) y con Segovia;
- Carretera provincial SG-P-6121, que conecta con la CL-601 (Real Sitio de San Ildefonso), la SG-V-6122 (Palazuelos de Eresma), la SG-V-6124 (Cabanillas del Monte) y con las N-110 y SG-P-2222 (Torrecaballeros).

##### Cañadas
- Cañada Real Soriana Occidental, que conecta con el noreste de la provincia de Soria y con Valverde de Leganés (Badajoz);
- Cañada de Veladíez, que conecta con la ermita de Veladíez en Espirdo;
- Cañada de la Fuente de Santiago o Precañada, que conecta con la Cañada Real Soriana Occidental.

##### Caminos
- GR-88 o Sendero Segoviano, un Sendero de Gran Recorrido que recorre buena parte de la provincia de Segovia para conectar el Pontón de la Oliva entre las provincias de Guadalajara y Madrid con San Lorenzo de El Escorial y que en Trescasas coincide con la Cañada Real;
- Camino de Palazuelos, que permite la comunicación con Palazuelos de Eresma y Tabanera del Monte;
- Camino de los Espartales o de Siete Arroyos, que permite la comunicación con Rascafría (Madrid);
- Camino de Torrecaballeros, que permite la comunicación con Cabanillas del Monte y el Camino de Cabanillas que acaba en Torrecaballeros;
- Camino Acequia de Aragoneses que conecta con San Cristóbal de Segovia;
- Caminos de Espirdo y del Soto, que permiten la comunicación con Espirdo;
- Camino de Tizneros, que permite la comunicación con Tizneros;
- Camino de La Lastrilla, que permite la comunicación con La Lastrilla;
- Camino de La Tejera, que permite la comunicación con la Cañada Real Soriana Occidental;

#### Aparcamiento para camiones de transporte
El municipio cuenta con un aparcamiento de camiones utilizada principalmente por la embotelladora Bezoya, antes se situaba en la zona urbanizada a la derecha del final de la SG-V-6123 junto al Restaurante La Ermita, para evitar el tránsito de camiones por la zona urbana, este lugar se convirtió en un parque arbolado y el aparcamiento se trasladó a más de 1,5 km al oeste/suroeste del núcleo urbano en un solar acondicionado con salida a la SG-V-6123 en una ladera del alto de La Cabezuela junto al despoblado de Cáceres al que se puede acceder desde esta salida.

#### Transporte público

Plano Metropolitano Segovia donde aparece las líneas M6 y M6* a su paso por Trescasas

Línea M6, una de las dos que pasan por Trescasas

##### Autobuses
Trescasas y Sonsoto forman parte de la red de transporte Metropolitano de Segovia que va recorriendo los distintos pueblos de la provincia; para en Trescasas y Sonsoto.
| Línea | Trayecto |
| ----- | --- |
| M6    | Torrecaballeros - Segovia (por San Cristóbal, Sonsoto, Trescasas, Cabanillas del Monte y Aldehuela)                                           |
| M6*   | Torrecaballeros - Segovia (por Tabanera del Monte, Palazuelos de Eresma, San Cristóbal, Sonsoto, Trescasas, Cabanillas del Monte y Aldehuela) |

##### Taxis
El municipio dispone de un servicio de Taxi/Eurotaxi.

#### Transporte aéreo
En cuanto a las comunicaciones aéreas, los puntos más cercanos a Trescasas son:
- Aeródromo de Fuentemilanos, situado a 24 km por carretera, pequeña instalación aeroportuaria apta para ultraligeros, veleros privados, avionetas privadas;
- Aeródromo de Arcones, situado a 34 km por carretera, pequeña instalación aeroportuaria apta para ultraligeros, veleros privados, avionetas privadas;
- Aeródromo de Marugan, situado a 43 km por carretera, pequeña instalación aeroportuaria apta para ultraligeros, veleros privados, avionetas privadas;
- Aeródromo de Villacastín, situado a 46 km por carretera, pequeña instalación aeroportuaria apta para ultraligeros, veleros privados, avionetas privadas;

- Aeropuerto de Madrid-Barajas, situado a 87km por carretera, con una oferta completa de vuelos tanto nacionales como al extranjero;

- Aeropuerto de Madrid-Cuatro Vientos, situado a 88 km por carretera, instalación aeroportuaria de segunda categoría utilizado para uso conjunto civil-militar y principalmente, como escuela de vuelo y aviación ejecutiva.
- Aeropuerto de Valladolid, situado a 136 km por carretera, instalación aeroportuaria de segunda categoría utilizado para uso conjunto civil-militar.

## Símbolos

### Escudo
El escudo heráldico y la bandera que representan al municipio fueron aprobados oficialmente el 24 de marzo de 2011. El escudo se blasona de la siguiente manera:

Escudo partido y medio cortado: 1.º campo de gules tres casas de plata mazonadas de sable puestas en palo 2.º en campo de sinople oveja paciendo de plata 3.º en campo de azur anagrama del rey Carlos III de plata. Al timbre corona real cerrada.
Boletín Oficial de Castilla y León N.º 98/2011 de 23 de mayo de 2011

### Bandera
La descripción textual de la bandera es la siguiente:

Bandera rectangular de proporciones 2:3 formada por cinco franjas horizontales, en proporciones ¼ las Exteriores y la central y 1/8 las intermedias, siendo la superior azul, verde la central, roja la inferior y blancas las intermedias.
Boletín Oficial de Castilla y León N.º 98/2011 de 23 de mayo de 2011

## Administración y política

### Gobierno municipal
| Periodo   | Nombre                                | Partido | Partido                                  |
| --------- | ------------------------------------- | ------- | ---------------------------------------- |
| 1979-1983 | Julián Sanz Rodríguez                 |         | Unión de Centro Democrático (UCD)        |
| 1983-1987 | Pedro Sanz Francisco                  |         | Coalición Popular (CP)                   |
| 1987-1991 | Mª Victoria Marinas Velasco           |         | Partido Socialista Obrero Español (PSOE) |
| 1991-1995 | Lucio Sanz Rodríguez                  |         | Partido Popular (PP)                     |
| 1995-2003 | Pablo García González                 |         | Partido Popular (PP)                     |
| 2003-2007 | María Ángeles Gómez Martín            |         | Partido Socialista Obrero Español (PSOE) |
| 2007-2011 | María García García                   |         | Partido Popular (PP)                     |
| 2011-2014 | Pedro Galindo Sanz                    |         | Partido Popular (PP)                     |
| 2014-2015 | Enriqueta María Martínez Llacer Marín |         | Partido Popular (PP)                     |
| 2015-act. | Borja Lavandera Alonso                |         | Partido Socialista Obrero Español (PSOE) |

| Partido político                                      | 2023  | 2023  | 2023       | 2019  | 2019  | 2019       | 2015  | 2015  | 2015       | 2011  | 2011  | 2011       | 2007  | 2007  | 2007       | 2003  | 2003  | 2003       |
| Partido político                                      | %     | Votos | Concejales | %     | Votos | Concejales | %     | Votos | Concejales | %     | Votos | Concejales | %     | Votos | Concejales | %     | Votos | Concejales |
| Partido Socialista Obrero Español (PSOE)              | 59,90 | 366   | 6          | 58,56 | 366   | 6          | 51,38 | 280   | 4          | 15,06 | 81    | 1          | 37,11 | 141   | 3          | 30,77 | 84    | 2          |
| Partido Popular (PP)                                  | 20,78 | 127   | 2          | 28,00 | 175   | 2          | 36,51 | 199   | 3          | 35,87 | 193   | 3          | 43,16 | 164   | 4          | 44,69 | 122   | 3          |
| Vox                                                   | 10,14 | 62    | 1          | –     | –     | –          | –     | –     | –          | –     | –     | –          | –     | –     | –          | –     | –     | –          |
| Izquierda Unida (IU)                                  | 7,85  | 48    | 0          | –     | –     | –          | –     | –     | –          | 10,22 | 55    | 1          | 10,79 | 41    | 0          | –     | –     | –          |
| Centrados-Unión Progreso y Democracia (UPyD)          | –     | –     | –          | 11,84 | 74    | 1          | 7,52  | 41    | 0          | –     | –     | –          | –     | –     | –          | –     | –     | –          |
| Candidatura Independiente de Trescasas-Sonsoto (CITS) | –     | –     | –          | –     | –     | –          | –     | –     | –          | 26,58 | 143   | 2          | –     | –     | –          | –     | –     | –          |
| Partido de los Independientes de España (PIE)         | –     | –     | –          | –     | –     | –          | –     | –     | –          | –     | –     | –          | –     | –     | –          | 23,08 | 63    | 2          |

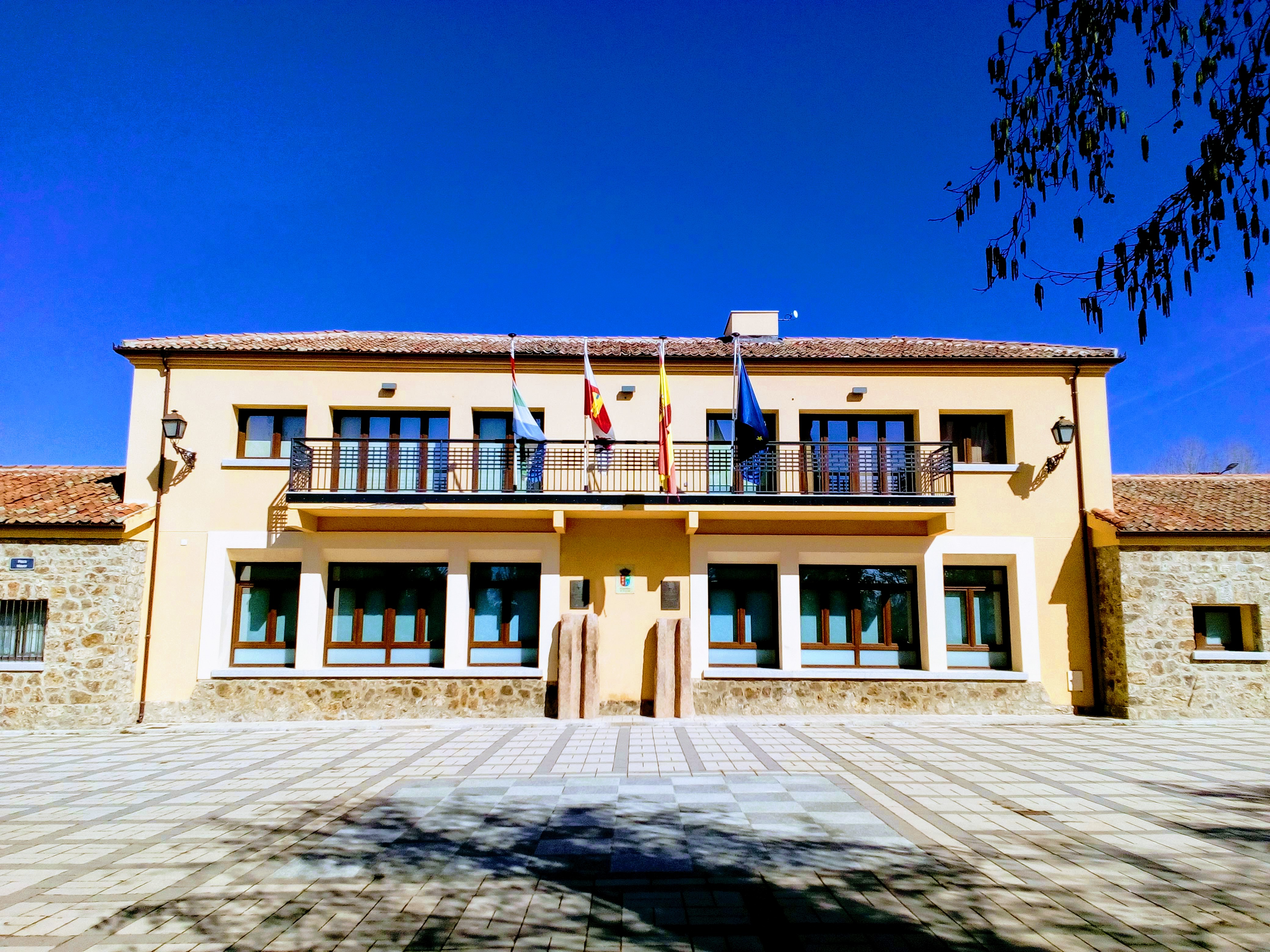
Casa consistorial, sede del Ayuntamiento de Trescasas

La deuda viva del Ayuntamiento de Trescasas es de 0 € desde 2011.
| Gráfica de evolución de deuda viva del Ayuntamiento entre 2010 y 2021                                              |
| |
| Deuda viva del Ayuntamiento de Trescasas, en miles de euros, según datos del Ministerio de Hacienda y Ad. Públicas |

### Administración autonómica
La Junta de Castilla y León gestiona la red pública de Educación Obligatoria, tanto Infantil como Primaria. También gestiona la red sanitaria pública.

En azul, municipios del partido judicial de Segovia, como Trescasas

### Justicia
Trescasas pertenece al partido judicial número 1 de la provincia de Segovia, denominado partido judicial de Segovia es capital la ciudad de Segovia, engloba a otros 55 municipios de los alrededores y ostenta una representación de 15 diputados provinciales.

### Mancomunidad
Trescasas pertenece a la Mancomunidad de Municipios «La Atalaya» desde su fundación el 9 de junio de 1987; esta es una agrupación voluntaria de municipios para la gestión en común de determinados servicios de competencia municipal, fue creada por los municipios y localidades pertenecientes a la institución histórica de origen medieval aun existente de la Noble Junta de Cabezuelas trasfiriendo algunas de las competencias de esta.

Mancomunidad de La Atalaya en la provincia de Segovia

Tiene sede en Palazuelos de Eresma y están integrados los municipios de La Lastrilla, Trescasas, Palazuelos de Eresma y San Cristóbal de Segovia, este último solo desde el 25 de noviembre de 1999 cuando dejó de ser una entidad local menor perteneciente a Palazuelos de Eresma para constituirse como municipio independiente. Su presidente es desde 2019, José González Mayoral de Ciudadanos, propuesto por Palazuelos de Eresma.

## Servicios

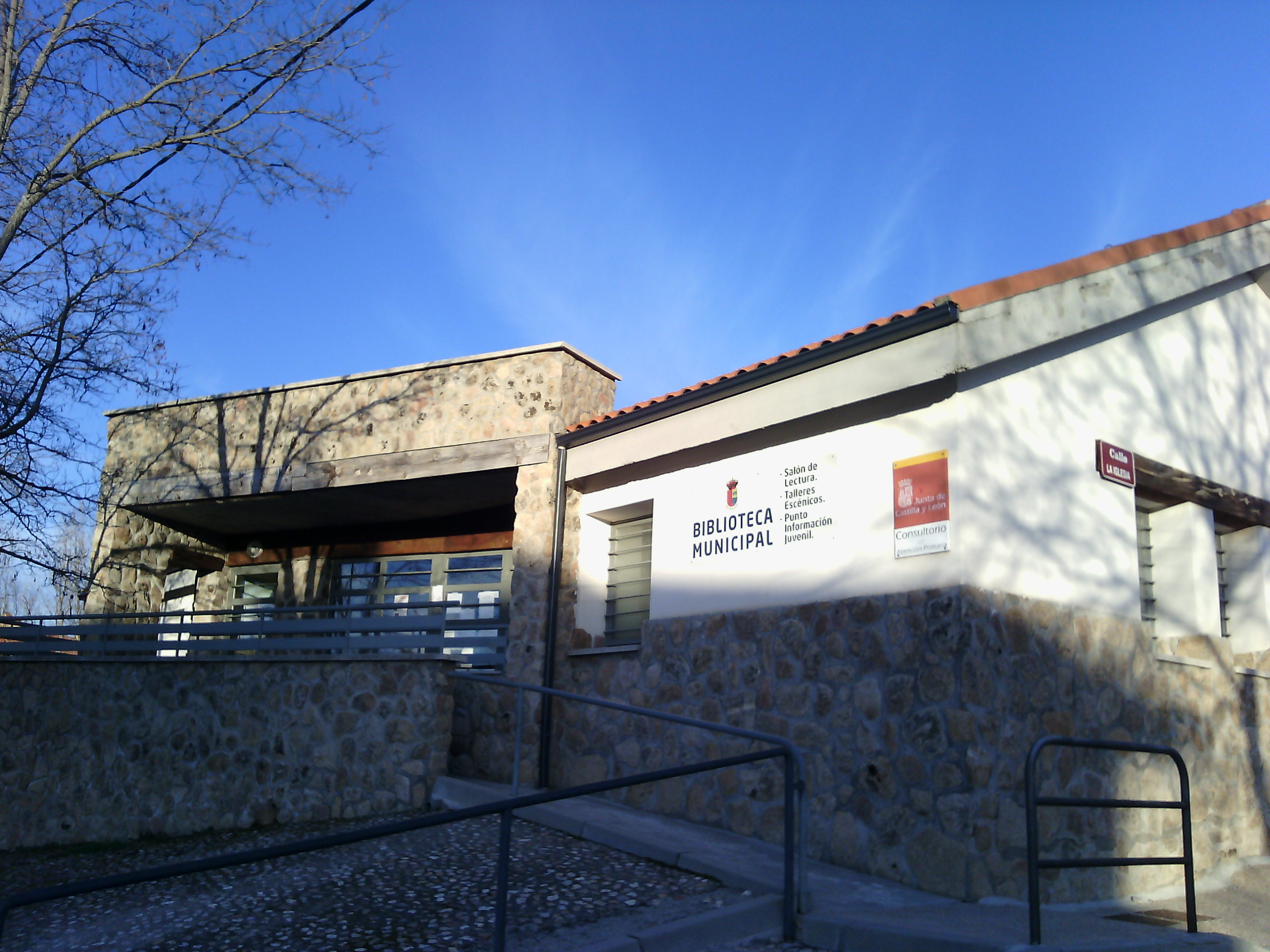
Biblioteca municipal, ambulatorio municipal y punto de información juvenil

### Educación
En Trescasas hay una guardería pública, un colegio público de educación infantil y primaria (CEIP Las Cañadas), fue abierto en el curso 1997-1998 como escuela unitaria de educación infantil y en el curso 2000-2001 también con educación primaria y un punto de información juvenil denominado 3ks en la biblioteca municipal.

### Sanidad
En el municipio está ubicado en la zona básica de salud de Segovia capital, tiene un consultorio médico del SACYL; además los empadronados pueden asistir al consultorio Segovia Rural en las inmediaciones del Hospital General de Segovia.

#### Farmacia
El municipio cuenta además desde 1996 con una farmacia, esta está situada en el centro urbano junto al Centro de Usos Múltiples del Ayuntamiento y la guardería pública.

### Seguridad ciudadana

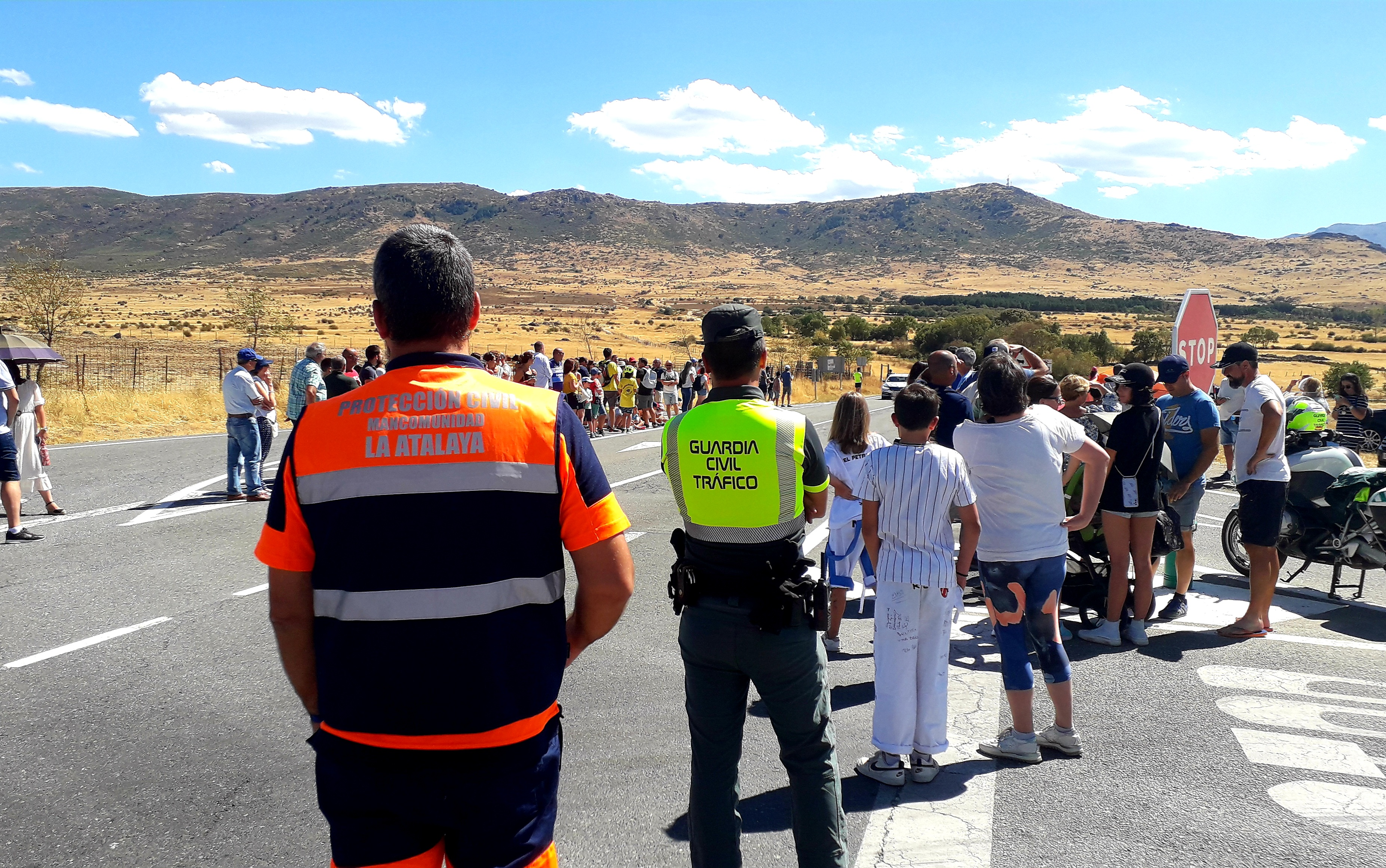
Agente de Protección Civil de la Mancomunidad de La Atalaya cooperando con la Guardia Civil en Trescasas durante la Vuelta Ciclista

Al igual que en el resto de Europa, en Trescasas, está operativo el sistema de Emergencias 112, que mediante el número de teléfono 112 atiende cualquier situación de urgencias y emergencia en materia sanitaria, extinción de incendios y salvamento, seguridad ciudadana y protección civil.
Para la seguridad ciudadana, el municipio cuenta con un equipo de voluntarios que conforman la sección local de Protección Civil, depende del cuartel de la Guardia Civil de Segovia. Las instalaciones de la policía local y de Protección Civil están gestionados por la Mancomunidad de La Atalaya de la que Trescasas es miembro.
Además desde febrero de 2019 hay instaladas cuatro cámaras de videovigilancia dependientes del Ayuntamiento y revisadas por la Guardia Civil en todas las entradas y salidas de Trescasas intentando así evitar robos o problemas de seguridad relevantes.

### Recogida de residuos
El municipio cuenta con un Punto Limpio junto a la Carretera de Segovia que presta las llaves bajo demanda. También dispone de servicio de recogida a domicilio y un servicio mancomunado de recogida de basuras de los distintos contenedores orgánicos y de reciclaje repartidos por el municipio. Así como puntos de distribución de bolsas para recogida de excrementos caninos.

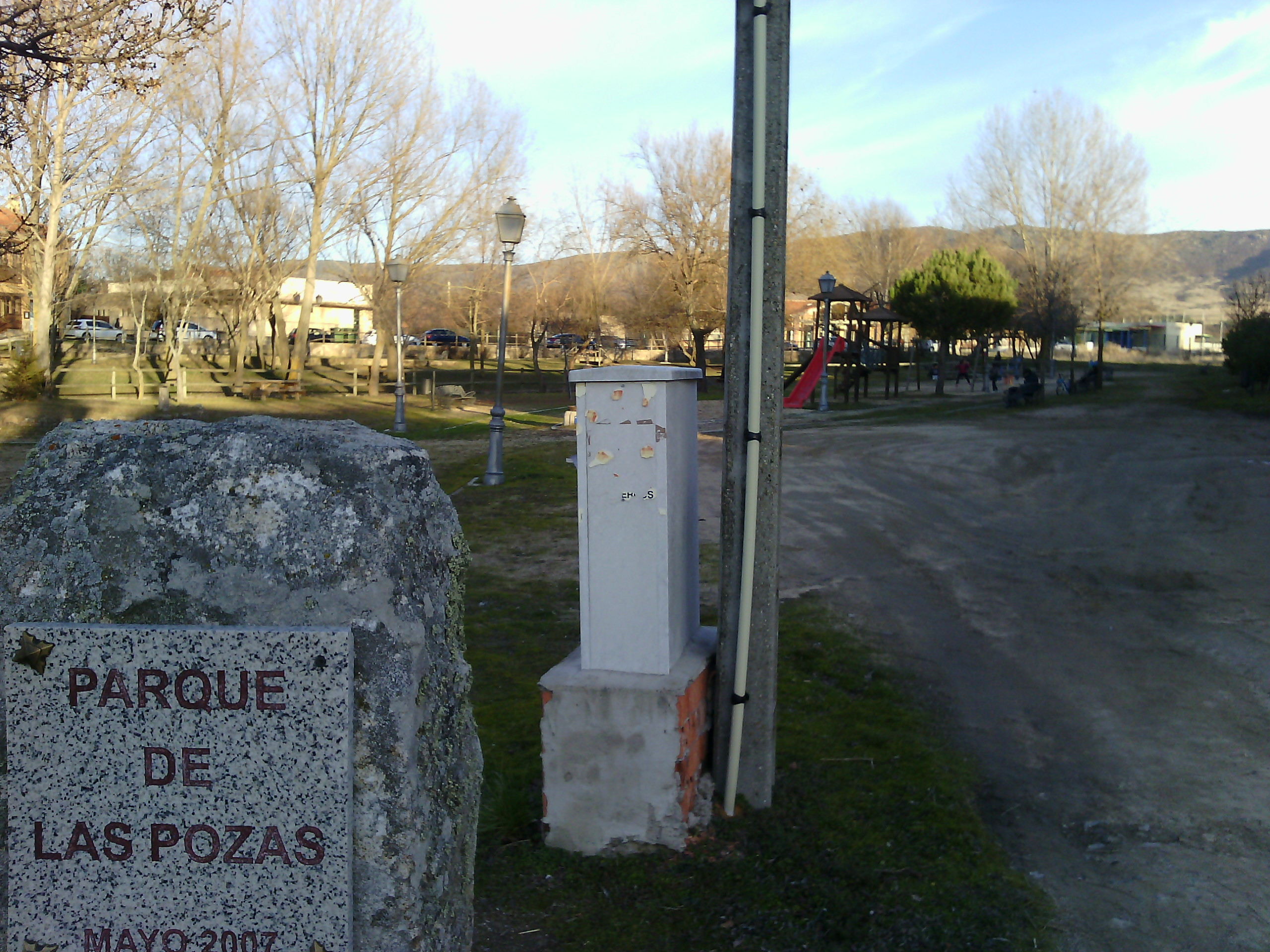
Área recreativa Parque de Las Pozas

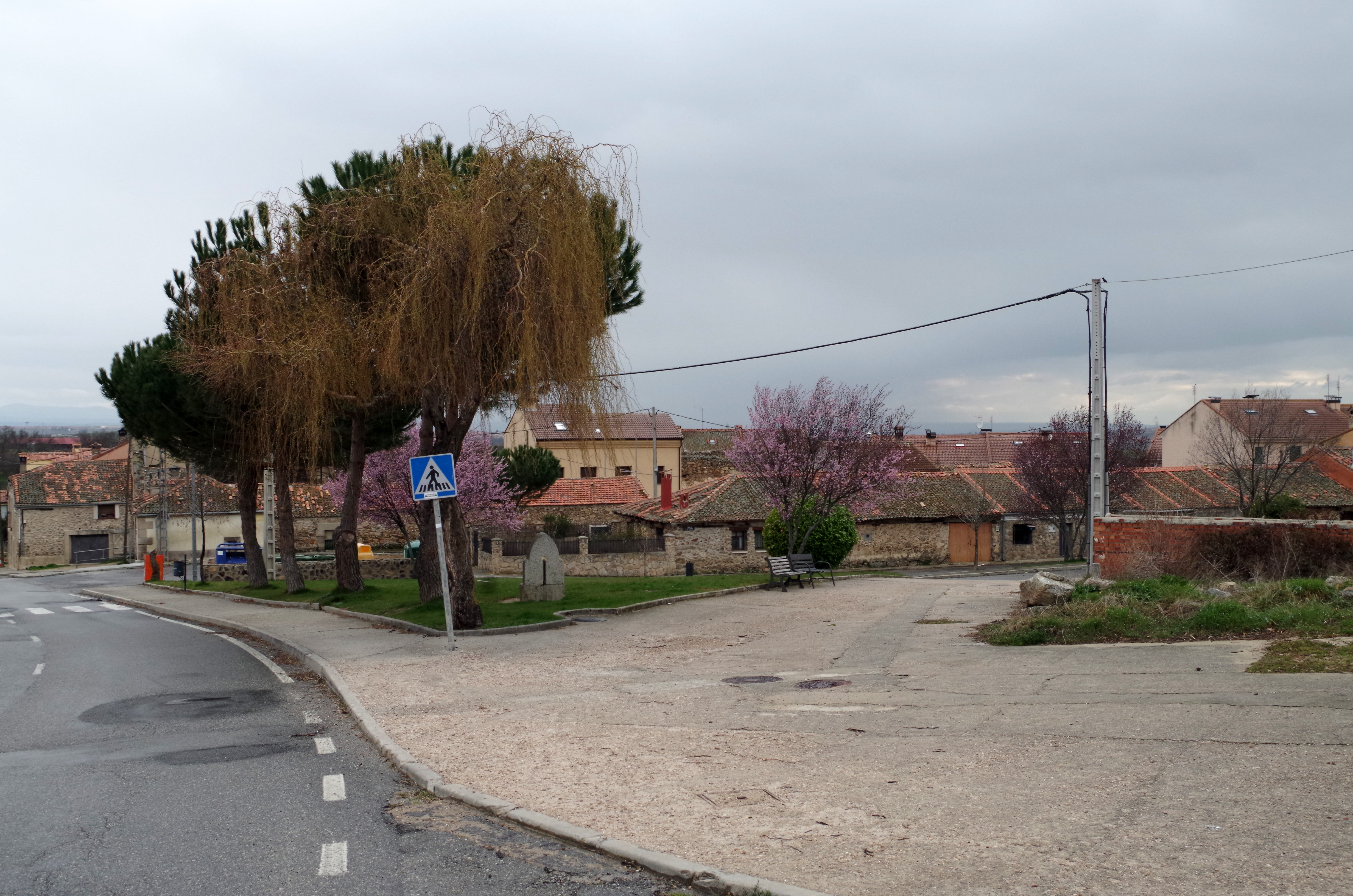
Plaza de la fuente

### Zonas verdes en la parte urbanizada
- Área recreativa Parque de Las Pozas
- Parque del Caz
- Plaza de la Fuente
- Plaza de la Fuente de Sonsoto
- Plaza de entrada a Sonsoto
- Plaza Rey Carlos III
- Parque de la Ermita
- Plaza Peñas Alejas
- Plaza Potro de Trescasas
- Plaza Potro de Sonsoto

## Cultura

### Patrimonio

#### Patrimonio natural
- Parque nacional de la Sierra de Guadarrama;
- Parque natural Sierra Norte de Guadarrama;

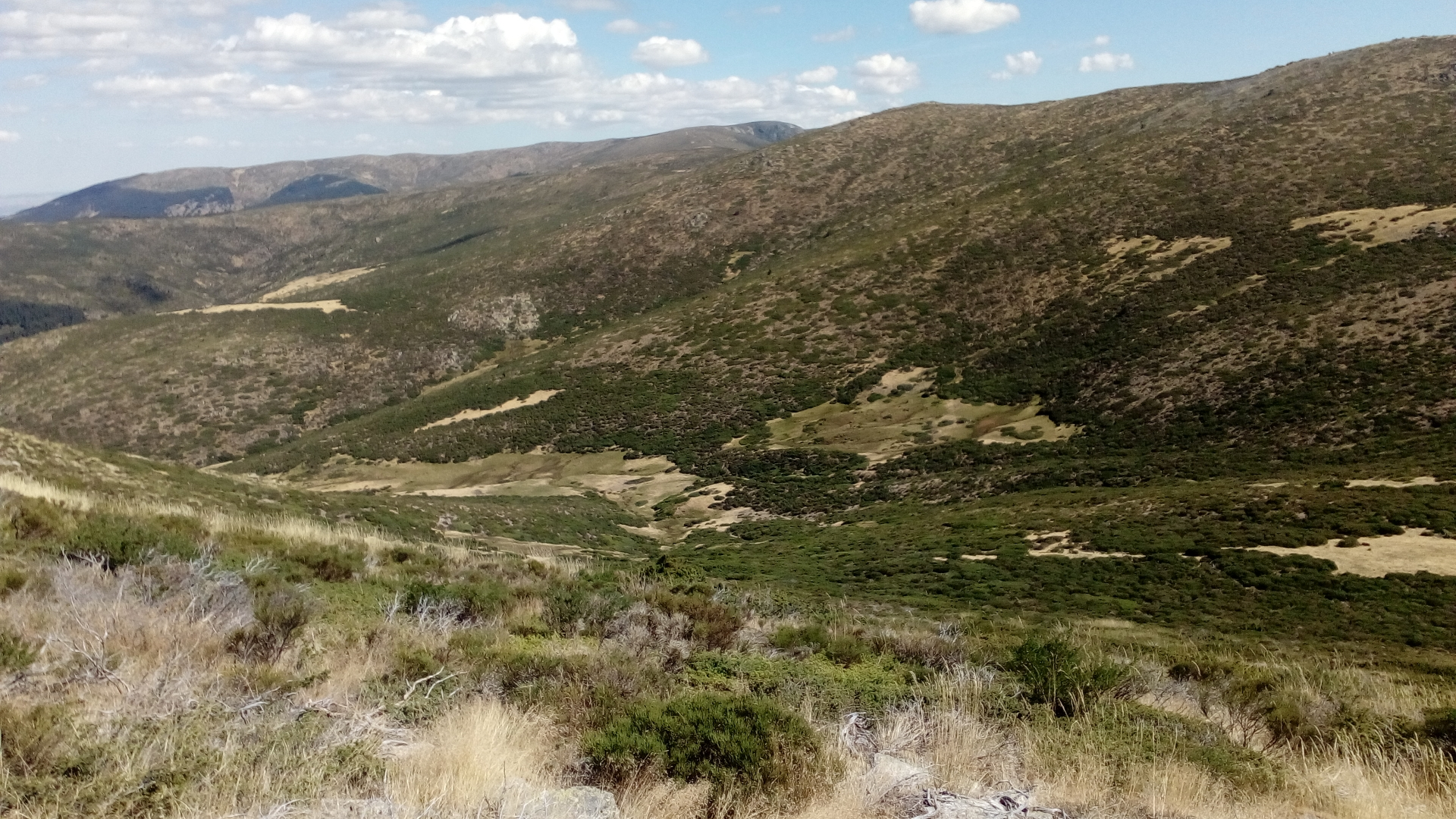
Collado La Flecha, de gran valor geológico

- Mármoles del collado de la Flecha, restos de circo glaciar con procesos periglaciares como canchales y corredores de derrubios, y morfologías de solifluxión. Además, en este collado se encuentra un pliegue tumbado de tamaño métrico de calizas posiblemente el periodo cámbrico, de considerable interés en cuanto a la evolución tectónica varisca de la sierra de Guadarrama;[21]
- Acotado de 485.09 hectáreas para la recogida de setas en el monte La Umbría de los Saltillos en un pinar de montaña;[41]
- Manantial de agua mineral Siete Valles;[26][27]
- Calderas del río Cambrones.[119]

#### Arquitectura civil
- Yacimiento arqueológico medieval de Aragoneses;[75]
- Mojón conmemorativo donde se ubicó Cabezuelas;[75]

- Cañada Real Soriana Occidental y las cañadas de los salios;[1]
- Dos pilones a ambos lados de la SG-V-6123 en la entrada a la zona urbanizada;
- Fuente ornamental con piezas originales de la Cacera Mayor;[120]

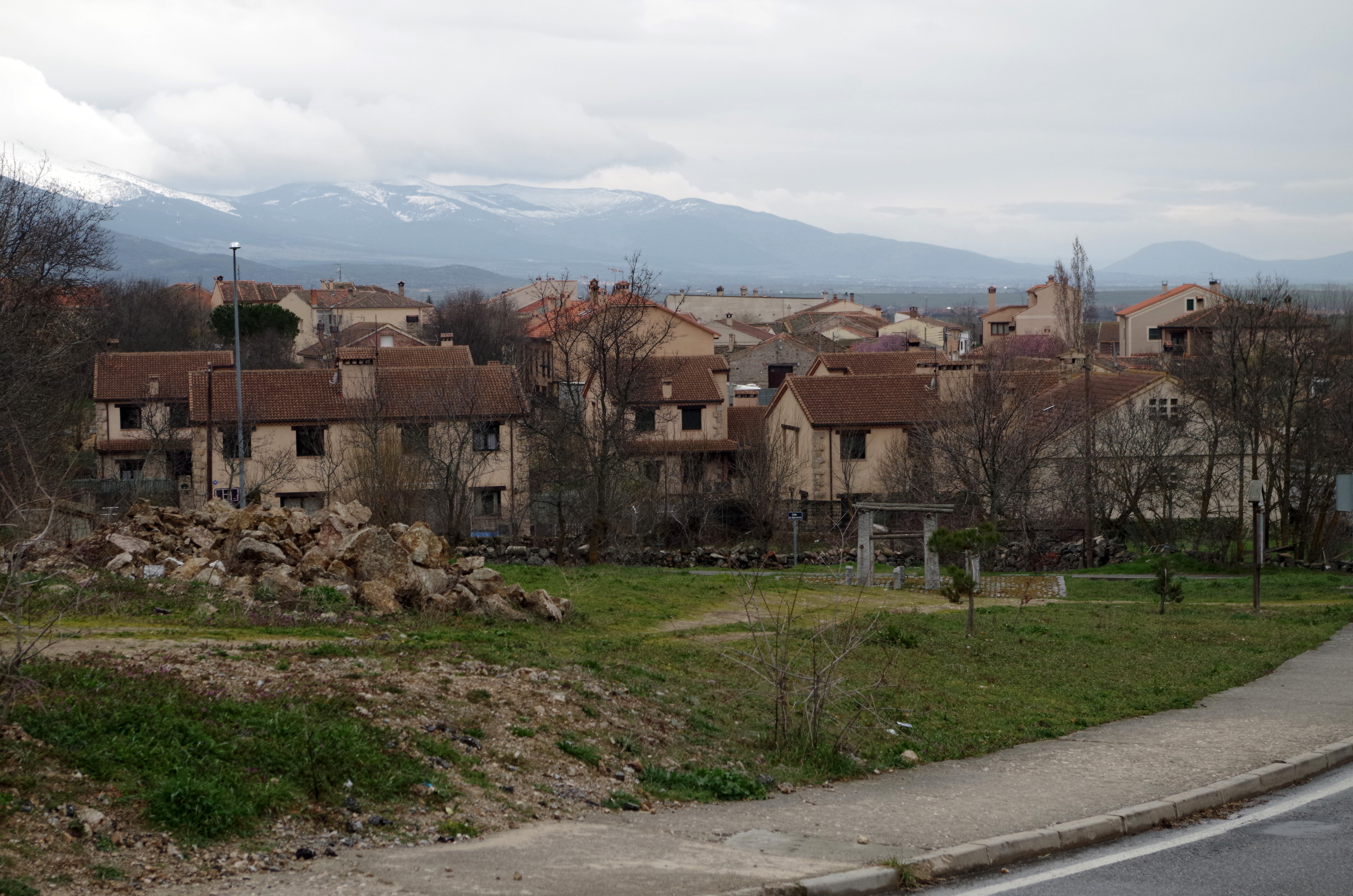
Potro de herrar de Trescasas

- Dos potros de herrar de Sonsoto y Trescasas, uno en cada extremo del pueblo;[121][122]
- Casa de Esquileo de Sonsoto o de Salazar, construida a principios de siglo XIX (Madoz), con sus restos prácticamente desaparecidos;[123][78]

- Venta y Molino de Artiaga;[124]
- Fuente de Sonsoto, con una inscripción de 1595;[125][121]
- Cacera Mayor;
- Mina de Trescasas junto al río Cambrones;
- Parque de Las Pozas con restos de las antiguas pozas de lino.[75]

##### Casas de Esquileo de Trescasas
Las Casas de esquileo de Trescasas, conocidas también como Esquileo del Paular, son unas edificaciones de carácter ganadero que tienen sus orígenes en el siglo XVI, aunque su estructura fue remodelada completamente en el siglo XVIII, siendo adaptada al característico rancho o finca de esquileo que comenzó a construirse a lo largo de las grandes cañadas reales para despojar de su vellón de lana a los rebaños de ganado merino trashumante llegando a ser la más grande del país.

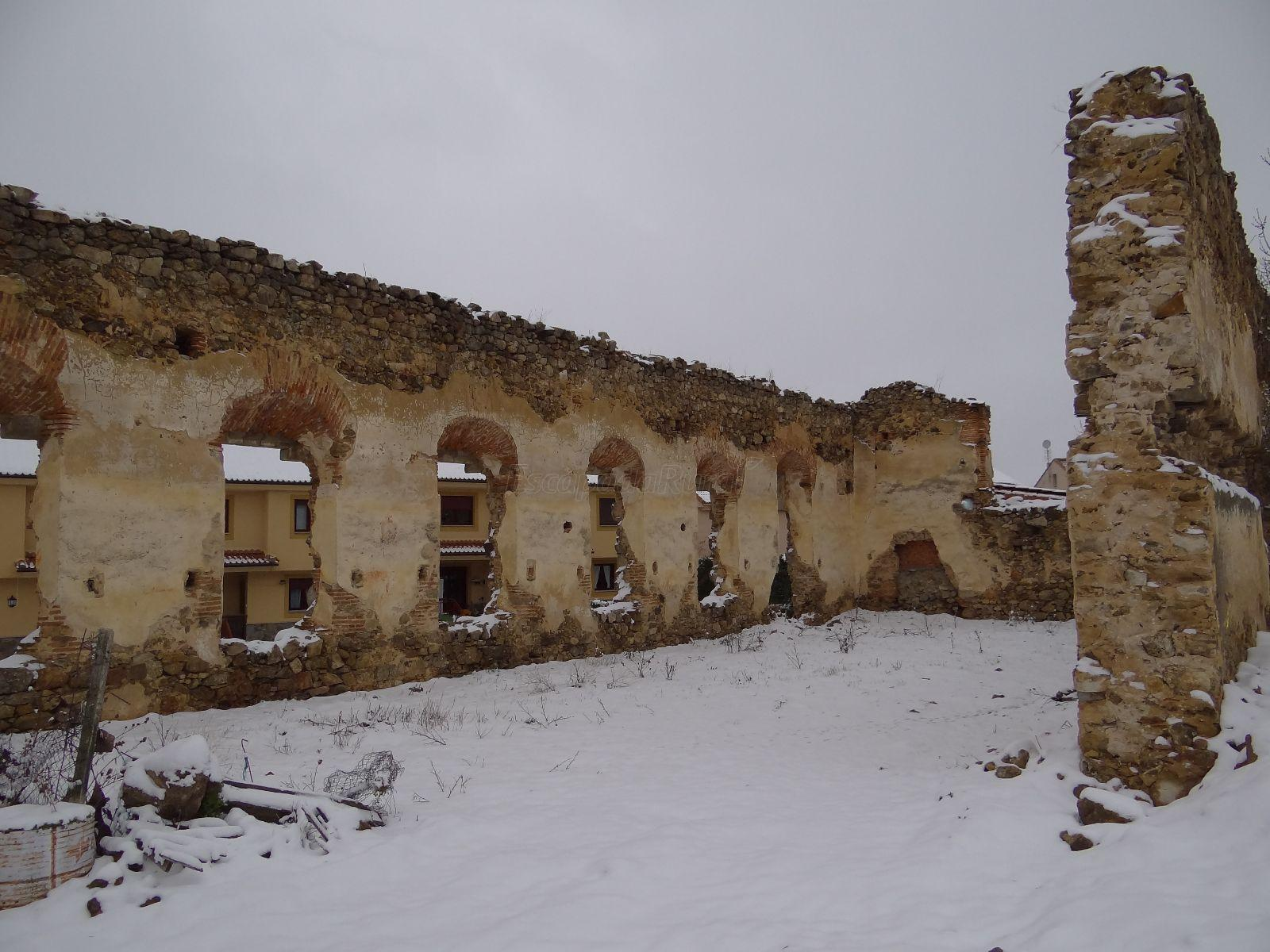
Restos de una de las casas de esquileo

Se encuentra en un estado semirruinoso, los techos ya no existen pero se conservan la mayoría de muros y paredes. En la calle Norte cuenta con varias naves sin techo y dos grandes prados entre muros, las ovejas pasaban de un prado a otro al ser esquiladas. Una pared con arcos se encuentra a 100 m entre chalets en la calle Esquileos.
Está incluida en la Lista Roja de Patrimonio en Peligro desde el 4 de julio de 2022 por su estado de abandono institucional y malos usos privados.

#### Arquitectura militar
- Trincheras de la guerra civil en la sierra, en el Collado La Flecha y El Cancho, utilizadas por bando sublevado, cobraron utilidad durante la Ofensiva de Segovia.

#### Arquitectura religiosa
- Iglesia de San Benito reconvertida en cementerio por Carlos III;[1]
- Necrópolis de San Pedro, antiguo cementerio de Sonsoto durante el siglo XVIII en las ruinas de una anterior iglesia románica;[130]
- Restos de la ermita dedicada al Apóstol Santiago conocida como ermita de Santiguito; como tantas otras a lo largo de la Cañada de Vera de la Sierra también llamada Real Soriana Occidental, estaba situada a unos 600 m al este del  pueblo, en el paraje denominado el Salio de Trescasas o Precañada, a escasos metros del cordel Cañada de La Fuente de Santiago, que baja directamente de la Cañada de la Vera de la Sierra a los Esquileos del Paular. Se trataba de una construcción pequeña, de estilo románico. El que estuviera dedicada al Apóstol Santiago no es casual pues es sabido que los  peregrinos utilizaban caminos ancestrales que ya utilizaran los romanos, como en este caso era la Cañada de la Vera de la Sierra, que se adentra en la provincia de Soria enlazando con La Rioja por los pasos Oncala y Piqueras.[131]

##### Iglesia parroquial

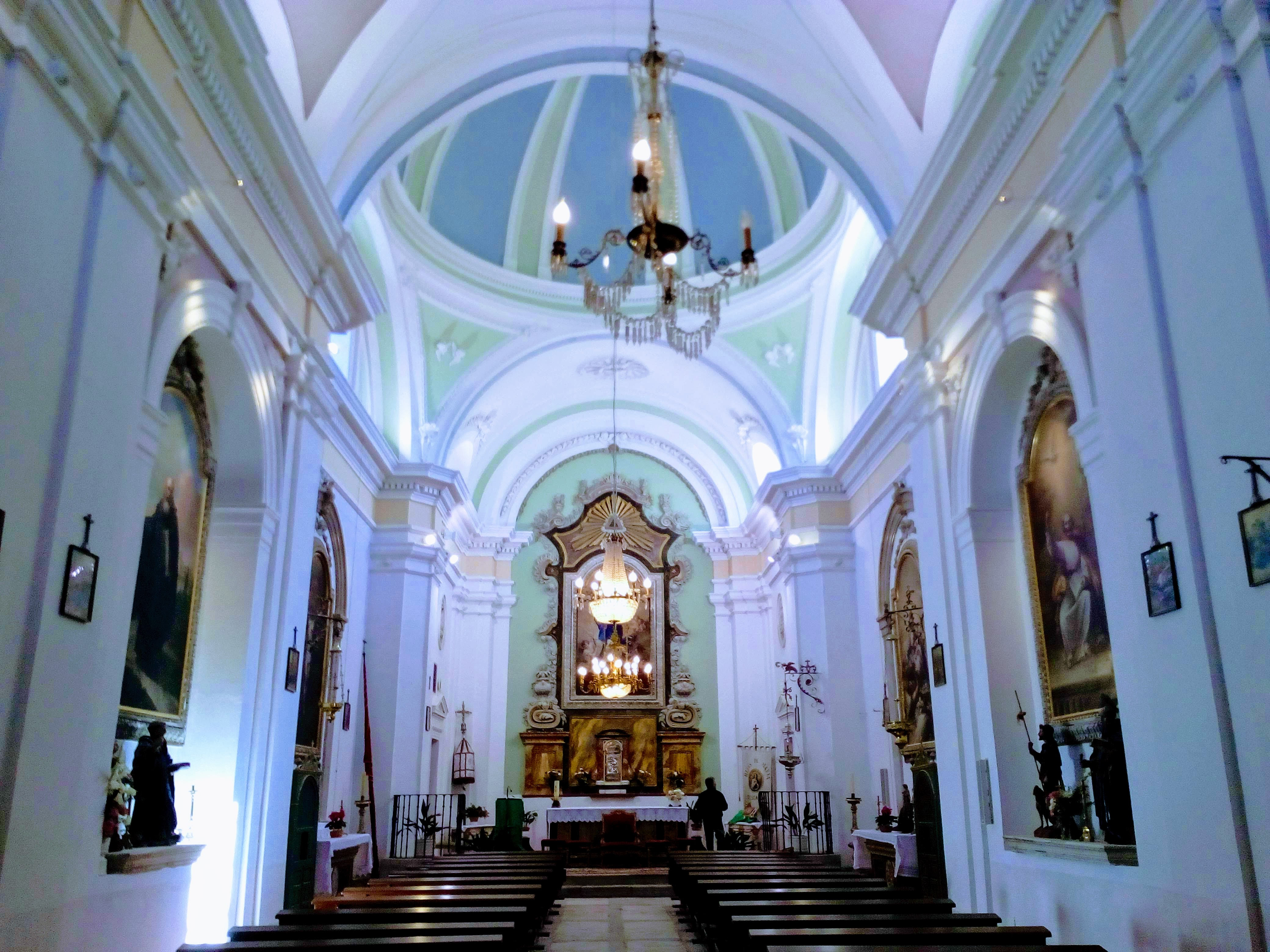
Interior de la Iglesia de la Inmaculada Concepción

Conocida en los contornos como Catedral de la Sierra está dedicada a la Inmaculada Concepción y se localiza en un lugar delimitado por recios mojones de granito, a medio camino entre los dos barrios que hoy conforman la población. Es un sobrio edificio neoclásico cuya planta se articula en una sola nave de dos tramos, con capilla mayor de cabecera plana cubierta con bóveda de cañón con lunetos en la nave, brazos del crucero y capilla mayor; y con cúpula sobre pechinas en el crucero. Dentro del templo pueden contemplarse siete sencillos retablos barrocos, dentro de los cuales se acogen otras tantas grandes pintura sobre lienzo, seis de las cuales fueron obras de Ramón Bayeu, cuñado de Goya, así como el del altar mayor que fue regalo del propio rey Carlos III. El 6 de febrero de 1980 se inició su declaración como Bien de Interés Cultural, produciéndose tal declaración el 13 de octubre de 2022.

### Fiestas
Que son muchas por la antigüedad de la población y el hecho de la fusión de Trescasas y Sonsoto con sus festividades correspondientes.

#### De Trescasas
- 24 de marzo: San Benito de Nursia, originalmente las fiestas patronales y mayores de Trescasas hasta la construcción de la Iglesia de la Inmaculada Concepción y la fusión con Sonsoto cuando se empezaron a celebrar las nuevas fiestas patronales el último fin de semana de septiembre por Nuestra Señora del Rosario y se trasladaron gran mayoría de celebraciones y bailes. En la actualidad esta fiesta es mayoritariamente simbólica;[1]
- 15 de mayo: San Isidro Labrador, festividad menor usada para celebrar y descansar tras la siembra de los campos;

#### De Sonsoto
- 29 de junio: San Pedro, originalmente las fiestas patronales y mayores de Sonsoto hasta la construcción de la Iglesia de la Inmaculada Concepción y la fusión con Trescasas cuando se empezaron a celebrar las nuevas fiestas patronales el último fin de semana de septiembre por Nuestra Señora del Rosario y se trasladaron gran mayoría de celebraciones y bailes. En la actualidad esta fiesta es mayoritariamente simbólica y conmemorativa de la antigua municipalidad de Sonsoto,[1] ha sido utilizada revindicativamente por defensores de la segregación de Sonsoto de Trescasas y reconversión como municipio;[9]
- 16 de agosto: San Roque, festividad menor usada para celebrar y descansar tras la siega de los campos;
- 13 de junio: San Antonio Abad, festividad menor usada para celebrar y descansar tras el cuidado de los campos;

#### Conjuntas
- Día de la Cacera Mayor, último sábado de mayo, se estima que desde antes de 1200, y documentado desde 1401, el último sábado de cada mes de mayo los vecinos de la actual Mancomunidad de La Atalaya se reúnen para limpiar la Cacera Mayor del río Cambrones, acequia de agua hasta hace poco tiempo esencial para el suministro a estos pueblo; para coordinar este mantenimiento se creó la Noble Junta de Cabezuelas encargada de la gestión de las aguas;
- 19 de marzo: San José, la celebración surgió en torno a la tradicional visita por las casas de las Hijas de María para pedir dinero para el santo;[134]
- 3 de mayo: La Cruz de Mayo, una celebración inmemorial que consiste en que niños y adolescentes adornen las cruces del municipio con flores silvestres que encuentren en prados y jardines y después, cuando estén todas adornadas pasen juntos a ir por puerta pidiendo dulces y azúcar a los vecinos.[134]
- 5 de febrero: Santa Águeda;[135]
- Fiesta del esquileo, en mayo, con demostraciones de esquila de oveja, perros pastores, historia y folclore.[136]
- Último fin de semana de septiembre: Nuestra Señora del Rosario, estas son las patronales y las más celebradas, en la actualidad van acompañadas de una semana cultural organizada por el ayuntamiento, con todo tipo de actividades como deportivas, históricas, infantiles, teatro y cine al aire libre o ecológicas. También cuentan con pregón y varios días de bailes organizados por peñas y tradicionales verbenas nocturnas.[137][138][139] Hasta la construcción de la Iglesia de la Inmaculada Concepción y la unión de Sonsoto y Trescasas, esta fiesta no existía y las fiestas patronales con pregón y vebena se celebraban en Trescasas el 24 de marzo por San Benito y en Sonsoto el 29 de junio por San Pedro.

### Bibliotecas y museos
- Biblioteca pública municipal
- Colección de platería de la iglesia parroquial[140]
- Real Pinacoteca de Trescasas de la iglesia parroquial.

### Literatura, lírica y música
Conservadas con grandes mutaciones a lo largo del tiempo en la tradición oral, trasmisión exclusivamente oral hasta bien entrado el final del siglo XX, la obra escrita donde está recogida la gran mayoría de esta cultura popular es libro "Los recuerdos de Félix García, reflejo de la cultura popular castellana" escrito por Isabel García Francisco, basado en la memoria de la infancia y juventud de su padre, originario de Trescasas.
También hay una recopilación no tan exhaustiva pero amplia de poemas en el libro de 2003 "Trescasas. Hasta donde llegue la memoria (Un antes y un después en la vida de un pueblo)" de vecino y exconcejal de Rafael Martín Gómez.
Además de algunas coplas y poemas dispersos de Trescasas en obras sobre pueblos del entorno como San Cristóbal de Segovia o Palazuelos de Eresma.

### Leyendas

#### Leyenda del Tuerto de Pirón
El Tuerto de Pirón era un bandolero nacido en la localidad cercana de Santo Domingo de Pirón. Fernando Delgado Sanz, apodado el Tuerto de Pirón, robaba a los ricos, asaltaba iglesias y caminos, en uno de sus asaltos su banda intentó robar al párroco de Trescasas y Sonsoto, Matías Yuste, cosa que no lograron porque el párroco les apuntó con un pistolón, les dio de comer y les pidió amablemente que se fueran y volvieran al camino de la ley diciendo que el poco dinero que tenía era todo para mantener la parroquia local.

#### Leyenda de la iglesia de la Inmaculada Concepción
En el siglo XVIII Trescasas y Sonsoto dependían eclesiasticamente de la vere nullius de San Ildefonso gestionada por el rey y no por Obispado de Segovia. El rey Carlos III llevó a cabo una reforma ilustrada con el fin de crear cementerios civiles siendo el de La Granja el primero de España.
En Trescasas y Sonsoto bajo su mando llevó el proyecto piloto de destinar la iglesia románica de San Benito, parroquial de Trescasas a uso exclusivo como cementerio construyendo la actual Iglesia de la Inmaculada Concepción entre ambos núcleos, dejando así la iglesia también románica de San Pedro, parroquial de Sonsoto, abandonada. Como este proyecto del rey no fue explicado o no fue entendido por los que vivían aquí se mantuvo hasta recientemente la idea popular de que el rey había creado la nueva iglesia para oír misa cuando estaba de caza por zonas próximas no siendo las iglesias antiguas dignas para su majestad, pese a su perfecto estado de conservación en ese momento.

#### Leyenda local de la Mujer Muerta
Según la cual hace muchos años, el jefe de una tribu que habitaba en un castro donde se encuentra actualmente el Alcázar de Segovia, murió dejando a sus dos hijos gemelos como herederos que se enfrentaron por el poder. Cada uno creó su ejército y, su madre, angustiada ante la idea de perder a uno de sus hijos en el enfrentamiento, ofreció su vida a los dioses para que no se enfrentaran. Durante la noche se desató una tormenta que duró hasta al día siguiente, en el que los ejércitos iban a enfrentarse. Los hijos reconocieron en la silueta de la montaña a su madre y, comprendiendo su sacrificio, se unieron para gobernar en paz.

### Gastronomía
Los productos gastronómicos de Trescasas no son diferentes de los del resto de su provincia en la que destacan:
- Lechazo castellano;
- Cochinillo;
- Productos de matanza;
- Mosto;
- Sopa castellana.

Si destacan del resto de la provincia las autóctonas empanadass de Boletus denominadas Empanadas Trescaseras comercializadas en un local en Trescasas y en el mercado de la plaza Mayor de Segovia.

### Deporte

#### Instalaciones
El municipio cuenta con distintas instalaciones deportivas.
Un pabellón municipal en Sonsoto cerca de la urbanización La Atalaya llamado La Flecha con cinco gradas, con una capacidad para 580 espectadores, una cancha sintética homologada para varios deportes (baloncesto, fútbol-sala, balonmano…) y con climatización por aerotermia con refuerzo de placas fotovoltaicas.
Dos campos de fútbol (uno de cemento junto al colegio y otro de fútbol 7 y hierba natural junto al polideportivo), una cancha de baloncesto junto al colegio, así como una pista de bicicleta acrobática, un parque con instalaciones para ejercitación ambos al aire libre, un circuito de calistenia y dos pistas de pádel.
Al no contar por el momento con piscina municipal el Ayuntamiento llegó a un convenio con el vecino municipio de Torrecaballeros en el que este podría utilizar el polideportivo trescasiano y Trescasas la piscina torrecaballerense.

#### Equipos
En la actualidad existe el Club Polideportivo Trescasas, con equipos en diferentes deportes y modalidades. Existen también el equipo de baloncesto femenino y los grupos de Deporte Social, además del uso dado por los escolares del colegio municipal CEIP Las Cañadas en sus clases de educación física.

### Juegos tradicionales
Destaca el Bolo femenino segoviano con origen en Abades, declarado en 2014 por la Junta de Castilla y León como juego autóctono y deporte tradicional de esta comunidad.
También se practicaba desde tiempos de la reconquista hasta la Guerra Civil el juego de Pelota segoviana similar a otros juegos de pelota, este tenía su origen en la preparación física de caballeros para la guerra y fue muy popular en la ciudad de Segovia y su entorno, aunque hoy casi se encuentra desaparecido. En Trescasas se practicó utilizando los paredones laterales de la parroquia Iglesia de la Inmaculada Concepción.

### Medios de comunicación
En Trescasas hay diversos medios de comunicación tanto de ámbito provincial, como regional y nacional. Algunos de ellos son La Ocho Segovia (Castilla y León Televisión), Radio Segovia (SER), COPE Segovia, Onda Cero Segovia y Radio Nacional de España. En papel, cabe destacar el diario El Adelantado de Segovia, uno de los más antiguos de España y la edición segoviana de El Norte de Castilla.